# Terapia zaburzeń ze spektrum autyzmu

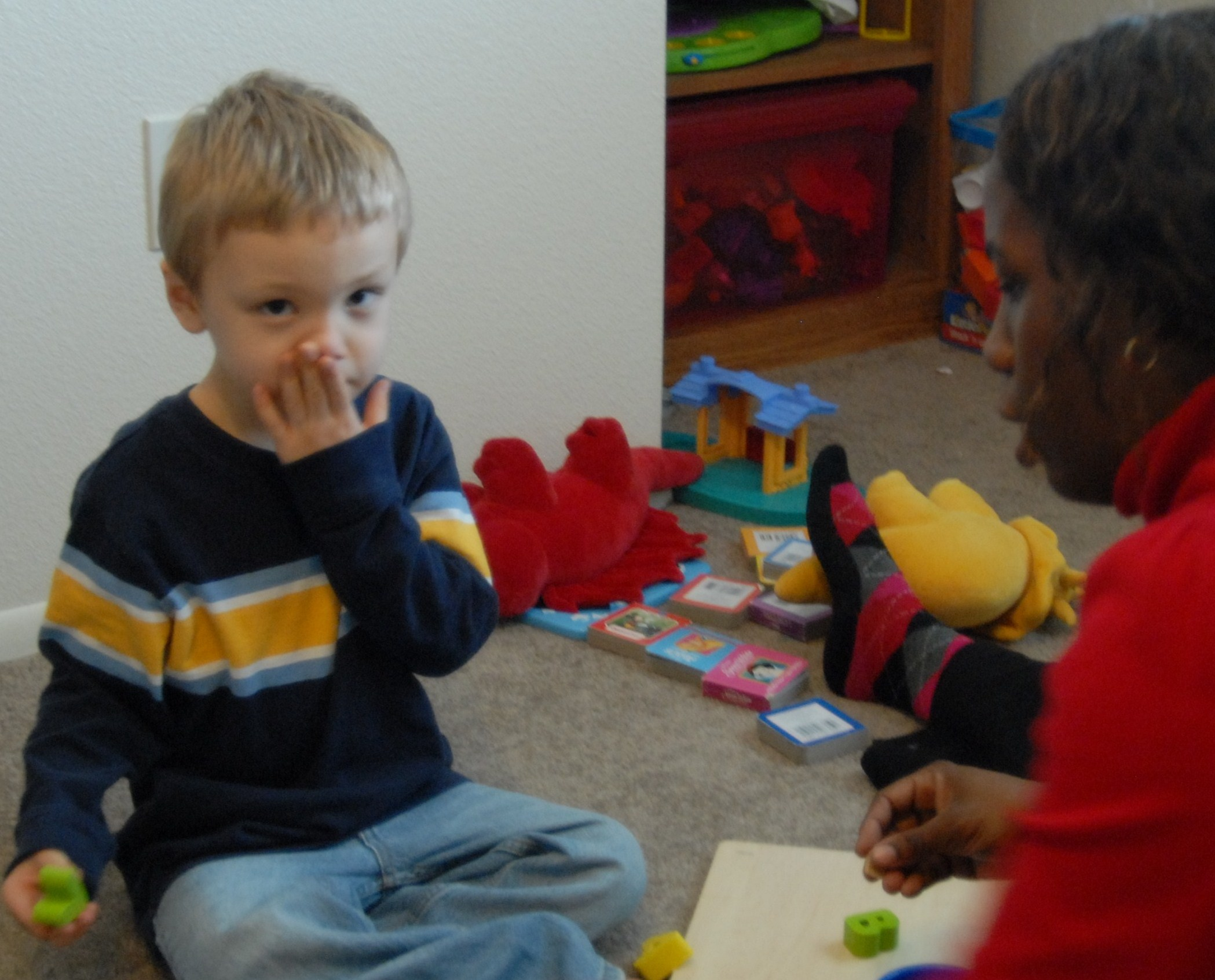
Chłopiec z autyzmem, współpracujący z terapeutą behawioralnym, identyfikuje litery A i B w ramach programu terapeutycznego przeznaczonego do leczenia zaburzeń ze spektrum autyzmu.

Terapia zaburzeń ze spektrum autyzmu (ang. autism spectrum disorders, ASD) ma charakter kompleksowy i interdyscyplinarny. Interwencje powinny celować w ograniczenie osiowych objawów autyzmu (związanych z deficytami społecznymi i w komunikacji), a także w redukcję ewentualnych zachowań trudnych. Istotna jest też diagnoza i terapia zaburzeń współwystępujących (np. lękowych, ADHD, epilepsji). U dzieci zalecane oddziaływania opierają się na zasadach terapii behawioralnej, uwzględniają również ustalenia psychologii rozwojowej, kładą nacisk na dostarczanie interwencji w naturalnych warunkach i rozwój umiejętności związanych z interakcjami społecznymi. Podejścia z tej grupy zalecane są ze względu na największą ilość badań im poświęconych, choć nie jest jasne, czy są efektywniejsze niż inne interwencje o podobnej intensywności. W wypadku małych dzieci, wskazany jest udział rodziców w terapii; u starszych – pośredniczyć mogą rówieśnicy. Dla młodzieży i dorosłych przeznaczone są przede wszystkim zajęcia (najlepiej) grupowe, uczące umiejętności społecznych, akademickich, zawodowych lub życiowych oraz terapia behawioralna w przypadku zachowań niepożądanych. Farmakoterapia stosowana jest jedynie przy zaburzeniach współwystępujących i utrzymujących się zachowaniach trudnych.
Stan wiedzy na temat autyzmu ciągle się poszerza i w związku z tym opracowuje się nowe interwencje – jednakże dowody naukowe na efektywność większości z nich są ograniczone. Dużym problemem jest promowanie i popularność metod, których skuteczność nie została potwierdzona w wiarygodny sposób. Część z nich opiera się na pseudonauce; inne czerpią (czasem w luźny sposób) z różnych dziedzin naukowych i podejść terapeutycznych (psychospołecznych, biomedycznych, dietetycznych czy z terapii zajęciowej).

## Terapia autyzmu: zalecenia ogólne

### Diagnoza
Zaleca się, by u dzieci diagnoza miała charakter interdyscyplinarny (jeden zespół ekspertów) lub ewentualnie multidyscyplinarny (wielu ekspertów, ale nie tworzących zespołu). Wśród ekspertów, specjalizujących się w pracy z dziećmi, zależnie od potrzeby i możliwości, mogą znaleźć się: psychologowie, pracownicy socjalni, logopatolodzy, terapeuci zajęciowi, psychiatrzy dzieci i młodzieży, pediatrzy rozwojowi lub neurolodzy. Jeśli podejście multidyscyplinarne nie jest dostępne, to wyspecjalizowany klinicysta powinien ocenić wiele sfer funkcjonowania dziecka, korzystając przy tym z wielu narzędzi i źródeł (historia dziecka i rodziny, funkcjonowanie rozwojowe, umiejętności komunikacyjne, zachowania związane z osiowymi objawami autyzmu, zaburzenia współwystępujące). Obecnie nie zidentyfikowano wiarygodnych biomarkerów autyzmu, więc diagnoza opiera się na ocenie zachowania. Kontrowersje budzi pomysł przesiewowego badania populacji ogólnej małych dzieci. Jednakże wśród ekspertów istnieje zgoda, co do zasadności wykonania badań, jeśli rodzic (lub profesjonalista) zgłosi obawy dotyczące zachowania dziecka, które mogłoby świadczyć o ASD.
U starszych dzieci, młodzieży i dorosłych diagnozujący może w większym stopniu polegać na ocenie zachowań z przeszłości, które mogą wskazywać na występowanie zaburzenia. Często zdarza się, że jako pierwsze diagnozowane są zaburzenia związane z lękiem, nadpobudliwością czy zaburzeniami nastroju (które mogą maskować lub nasilać symptomy ASD). Diagnozę opóźniać może jeszcze wiele innych czynników, jak płeć (dziewczynki lepiej maskują deficyty umiejętności społecznych), status socjoekonomiczny czy dobrze rozwinięte zdolności językowe.
Autystyczni dorośli (również ci prawidłowo rozwinięci intelektualnie i językowo) rzadziej, niż reszta populacji, utrzymują długoterminowe relacje intymne, usamodzielniają się czy podejmują pracę adekwatną do poziomu wykształcenia. Im starszy jest pacjent (poczynając od dzieci w wieku szkolnym), tym większy nacisk kładziony jest na ocenę rozwoju kluczowych, praktycznych umiejętności oraz identyfikację problemów życia codziennego (w szkole, w pracy). Jako istotną wskazuje się także ocenę dostępu do zasobów i instytucji, które mogą świadczyć pomoc.

### Terapia dzieci i młodzieży
Terapia zaburzeń ze spektrum autyzmu ma charakter kompleksowy i zindywidualizowany; prowadzona jest w wyspecjalizowanych ośrodkach, ale może być dodatkowo dostarczana w domu lub w szkole (np. jeśli dziecko uczęszcza do ośrodków integracyjnych). Rodzicom dzieci autystycznych zaleca się udział w specjalnych treningach, które obejmują naukę sposobów reagowania wobec dziecka, sprzyjających rozwojowi komunikacji i umiejętności społecznych. W razie potrzeby opiekunowie powinni mieć możliwość skorzystania ze wsparcia (np. w formie opieki wytchnieniowej). Odpowiednie przeszkolenie personelu, który ma styczność z dziećmi autystycznymi, powinno pozytywnie wpłynąć na wyniki terapii oraz zadowolenie samych pracowników.
Osiowe objawy autyzmu
Interwencje psychospołeczne powinny celować w ograniczanie problemów związanych z deficytami społecznymi i w komunikacji oraz zawierać strategie oparte na zabawie (z rodzicami, opiekunami i nauczycielami), których celem będzie zwiększenie współdzielenia uwagi, zaangażowania w komunikację i wzajemność w interakcjach. Strategie te powinny być dopasowane do poziomu rozwoju osoby z ASD oraz zwiększać wiedzę opiekunów lub rówieśników na temat wzorców komunikacji i interakcji osoby z autyzmem. Ponadto powinny zawierać techniki oparte na modelowaniu, techniki rozszerzające umiejętności komunikacji, wspólnej zabawy i wiedzę na temat typowych zachowań społecznych. Interwencja powinna być przeprowadzana przez przeszkoloną osobę. U dzieci w wieku przedszkolnym pośredniczyć mogą rodzice lub nauczyciele. U dzieci w wieku szkolnym warto rozpatrzeć udział rówieśników. Dzieci i młodzież w wieku szkolnym (prawidłowo rozwijające się intelektualnie) mogą brać udział grupowych treningach umiejętności społecznych.
Nie ma uzasadnienia dla rutynowego stosowania leków przeciwpsychotycznych, antydepresyjnych lub przeciwpadaczkowych ani diet eliminacyjnych (np. pozbawionych glutenu czy kazeiny).
Zachowania trudne
Ryzyko wystąpienia zachowań niepożądanych, związane jest z wieloma czynnikami, jak:
- deficyty w komunikacji;
- współwystępujące zaburzenia somatyczne (np. ból czy zaburzenia żołądkowo-jelitowe);
- współwystępujące zaburzenia psychiczne (np. lękowe, depresyjne lub neurorozwojowe, jak ADHD);
- mocno stymulujące środowisko fizyczne (oświetlenie, hałas);
- zmiany w zachowaniach rutynowych i osobistej sytuacji;
- brak przewidywalności i struktury w codziennym funkcjonowaniu;
- zmiany rozwojowe (np. w wyniku dojrzewania płciowego);
- problemy społeczne (w rodzinie, w szkole).

Role tych czynników zaleca się ocenić jeszcze przed podjęciem terapii. Ewaluacji dokonuje się ponownie po wystąpieniu zachowań trudnych. W pierwszej kolejności podejmuje się terapię zaburzeń współwystępujących i dokonuje się zmian w środowisku dziecka. Zmiany te mogą polegać na dostarczaniu pomocy wizualnych (np. obrazki, symbole), które powinny minimalizować negatywny wpływ niekorzystnych czynników środowiskowych. W razie potrzeby zaleca się ocenę wrażliwości sensorycznej dziecka oraz zwiększenie jego przestrzeni osobistej. Jeśli zachowanie trudne nie jest wynikiem oddziaływania zaburzenia współwystępującego lub problemu środowiskowego, zaleca się w pierwszej kolejności zastosować interwencję psychospołeczną, poprzedzoną funkcjonalną analizą zachowania. Analiza pozwala na określenie czynników wywołujących niepożądane zachowanie dziecka oraz potrzeb, które próbuje nim zaspokoić. Istotne jest określenie konsekwencji zachowania (tzn. wzmocnień, których dostarcza). Interwencja musi dotyczyć jasno zidentyfikowanego zachowania, skupiać się na polepszeniu jakości życia, uwzględniać poziom rozwoju dziecka oraz współwystępujące problemy. Powinna też być zaplanowana w czasie, tak aby można było ją zmodyfikować, jeśli nie daje pozytywnych skutków w określonym terminie. Interwencja przeprowadzana jest we wszystkich obszarach codziennego funkcjonowania dziecka (np. zarówno w domu, jak i w szkole), a jej efekty podlegają metodycznej ocenie. Rodzice i wszyscy specjaliści muszą uzgodnić sposób przeprowadzania terapii. Użycie leków przeciwpsychotycznych rozpatruje się, dopiero gdy inne oddziaływania zawiodą.
Problemy współwystępujące
W przypadku współwystępujących zaburzeń (np. ADHD, zaburzeń zachowania, zaparć, epizodów depresyjnych, padaczki, zaburzeń obsesyjno-kompulsyjnych, dysmorfofobii czy zespołu stresu pourazowego) należy postępować zgodnie z typowymi wytycznymi leczenia dla nich.
Częstym problemem towarzyszącym osobom autystycznym są zaburzenia lękowe, na które pomóc może terapia poznawczo-behawioralna (ang. cognitive-behavioral therapy, CBT). Efektywność CBT jest dobrze udowodniona w wypadku dzieci i młodzieży, jednak wymagana ona odpowiednio rozwiniętych zdolności językowych i umysłowych u pacjentów. Terapeuci powinni być odpowiednio przeszkoleni, a program terapii dostosowany do osób z autyzmem. Najlepsze praktyki obejmują przeprowadzenie szczegółowej oceny osoby (w tym jej kluczowych mocnych i słabych stron) oraz modyfikację terapii w celu uwzględnienia jej potrzeb. Ponadto faza oceny powinna być wydłużona, a ilość sesji terapeutycznych zwiększona. Powinno to zwiększyć zaangażowanie w relację z terapeutą, polepszyć umiejętności emocjonalne, a także dać więcej czasu na ćwiczenia, utrwalanie i uogólnianie nabywanych technik z terapii. Skuteczność terapii powinna być mierzona przez prowadzącego za pomocą różnych narzędzi. Dzieciom ze słabiej rozwiniętymi umiejętnościami językowymi proponowane są interwencje behawioralne.
W wypadku zaburzeń snu ustala się, co stanowi problem (trudność w zasypaniu, wybudzanie się, problemy z oddychaniem, senność w ciągu dnia lub inne nietypowe zachowanie). Określane są wzorce snu w ciągu dnia i nocy, zmiany w tych wzorcach, a także, czy wyznaczana pora na sen jest stała. Istotną rolę pełni ocena warunków, w których dziecko śpi (poziom hałasu, obecność rolet na oknach, telewizora lub komputera w sypialni, czy pokój jest jednoosobowy) oraz ewentualny wpływ zaburzeń współwystępujących lub przyjmowanych leków. Na jakość snu może wpływać poziom aktywności fizycznej w ciągu dnia, a także inne indywidualne problemy, jak kłopoty w szkole lub w relacjach z bliskimi. Jeśli dziecko chrapie, krztusi się lub przestaje oddychać, zaleca się konsultacja ze specjalistą, by wkluczyć zespół bezdechu sennego. Po wykluczeniu wpływu zaburzeń współwystępujących, wykorzystuje się specjalne techniki behawioralne, by ustanowić regularną pory snu. Korzystanie z leków nie jest zalecane, chyba że problemy ze snem nie słabną lub gdy mają negatywny wpływ na dziecko lub rodzinę. Leki powinny być używane w porozumieniu z lekarzem, który ma doświadczenie w terapii autyzmu u dzieci i młodzieży lub w medycynie snu dziecięcego.

### Terapia dorosłych
Osiowe objawy autyzmu
Dorosłym, z problemami w interakcjach społecznych, którzy nie mają trudności w uczeniu się (lub są one umiarkowane), zaleca się grupowe programy treningu umiejętności społecznych (oparte na teorii społecznego uczenia się). Osobom, dla których forma grupowa będzie zbyt trudna, proponowany jest tryb indywidualny. Treningi te powinny wykorzystywać: modelowanie, informację zwrotną (przekazywaną przez członków grupy), dyskusje, oraz zawierać wyraźne zasady i sugerowane strategie radzenia sobie w sytuacjach trudnych społecznie. Podczas interwencji nie powinny być wykorzystywane techniki ułatwionej komunikacji.
Nie należy stosować: leków przeciwpsychotycznych, antydepresyjnych lub przeciwpadaczkowych, oksytocyny, sekretyny, chelatacji, hiperbarycznej terapii tlenowej, diet eliminacyjnych (np. pozbawionych glutenu, kazeiny czy ketogenicznych), suplementacji witaminami lub minerałami (np. witaminą B6 lub żelazem). Nie powinno się również regulować poziomu testosteronu. Wszystkie wspomniane interwencje nie mają wpływu na osiowe objawy autystyczne. Nie ma też uzasadnienia (brak wystarczających dowodów naukowych) dla stosowania leków, zwyczajowo używanych przy otępieniu (np. inhibitorów cholinoesterazy).
Umiejętności życiowe
Osobom, które mają braki w umiejętnościach życia codziennego, zaleca się skorzystanie z ustrukturyzowanych programów treningowych, opartych na zasadach (behawioralnej) teorii uczenia się. Osoby społecznie odizolowane, które nie mają znacznych trudności w uczeniu się, mogą korzystać z zajęć rekreacyjnych (najlepiej grupowych). Programy te powinny uwzględniać zainteresowania osób, biorących w nich udział. Opiekun grupy, powinien mieć wiedzę na temat autyzmu, by móc pomagać uczestnikom w integracji. Dla osób z problemami w uzyskiwaniu lub utrzymaniu zatrudnienia (i z, co najwyżej, niewielkimi trudnościami w uczeniu się), zaleca się skorzystanie z indywidualnych programów wsparcia zawodowego (pomoc w: pisaniu CV, przygotowaniu do rozmowy kwalifikacyjnej, treningu umiejętności i zachowań wymaganych na danym stanowisku pracy). Osoba wspomagająca może również udzielać porad pracodawcy, w zakresie dostosowania stanowiska dla osób autystycznych. Wsparcie (obu stron) może być nadal udzielane po tym, jak praca zostanie już podjęta. Osobom, które mają problemy ze złością (i bez znacznych trudności w nauce), zaleca się skorzystanie z programów radzenia sobie z gniewem. Programy powinny wykorzystywać analizę funkcjonalną zachowania, sytuacje prowokujące gniew i trening zachowania się podczas takich sytuacji, a także uczyć relaksacji, umiejętności rozwiązywania problemów i radzenia sobie z trudnymi emocjami. Niektórzy dorośli mogą być narażeni na wiktymizację i jeśli nie mają trudności w uczeniu się (lub są one niewielkie), to zaleca się, by skorzystali z odpowiednich programów, które uczą umiejętności dbania o swoje bezpieczeństwo, rozwiązywania problemów i podejmowania decyzji w sytuacjach nadużyć i przemocy.
Zachowania trudne
Podobnie, jak u autystycznych dzieci i młodzieży, zachowania trudne, mogą być skutkiem zaburzeń współwystępujących (np. problemów żołądkowo-jelitowych, chronicznego bólu czy zaburzeń psychicznych), zbyt mocno stymulującego otoczenia fizycznego (np. jaskrawe kolory ścian, wzorzyste obicia mebli, oświetlenie fluorescencyjne, hałas, brak przestrzeni osobistej) czy problemów rodzinnych. W wypadku wykluczenia wpływu problemów towarzyszących, stosuje się analizą funkcjonalną zachowania, która pozwala na zrozumienie funkcji, jaką dane zachowanie pełni oraz czynników, które je podtrzymują. Interwencja, która jest następstwem analizy, ma opierać się na zasadach terapii behawioralnej, musi mieć jasno określoną strategię oraz uwzględniać pomiar jakości życia osoby, która będzie jej poddana. Farmakoterapię (a dokładniej: leki przeciwpsychotyczne) stosuje się (również w połączeniu z oddziaływaniem psychospołecznym), jeśli wcześniejsze metody przyniosły ograniczone korzyści lub, gdy natężenie zachowań trudnych jest tak duże, że niemożliwe jest przeprowadzenie innej interwencji.
Problemy współwystępujące
W wypadku problemów psychiatrycznych, proponuje się typowe, rekomendowane interwencje psychospołeczne lub farmakologiczne. Terapia poznawczo-behawioralna może być dostosowana do potrzeb osób z ASD (bardziej ustrukturyzowane sesje z przerwami na odpoczynek, ustalenie jasnych reguł, unikanie metafor, informacje przekazywane w formie pisemnej i wizualnej, włączanie zainteresowań pacjenta w program terapeutyczny, większy nacisk na zmianę zachowania niż myśli). Do pomocy, przy wdrążaniu interwencji, można włączyć członka rodziny, partnera lub innego profesjonalistę (jeśli pacjent wyrazi na to zgodę). Personel, który będzie miał styczność z osobami z ASD, powinien być odpowiednio przeszkolony.
Rodzina i opiekunowie
Podobnie, jak w wypadku rodzin dzieci autystycznych, potrzebna jest ocena potrzeb (osobistych, społecznych i emocjonalnych) i ewentualne udzielenie wsparcia (edukacyjnego, wytchnieniowego i w zakresie wdrążania terapii, jeśli opiekun lub partner wspomaga profesjonalistę w interwencji). Dobrym rozwiązaniem mogą być też grupy wsparcia.

## Dowody naukowe w terapii autyzmu

### Krytyka jakości badań
Krytyka badań poświęconych różnym formom terapii ASD, odnosi się do ich, często, słabej jakości metodologicznej. Większość badań przeprowadzanych jest w paradygmacie jednopodmiotowego schematu eksperymentalnego (ang. single case design, SCD), a randomizowane badania z grupą kontrolną (ang. randomized controlled trial, RCT) są stosunkowo rzadkie. Stosowanie schematu SCD może budzić obawy o trafność otrzymywanych wyników i możliwość ich generalizacji na resztę populacji. Należy jednak odnotować, że poszczególne schematy SCD mogą znacznie różnić się od siebie, a ich metodologia jest rozwijana (np. możliwe jest przeprowadzanie metaanaliz). Kolejnym problemem badań wykorzystujących SCD, nie okazuje się być tylko potencjalna słabość metodologiczna tego schematu, ale fakt, że w praktyce, badacze rzadko stosują się do najlepszych standardów opisujących stosowanie metody.
Lista problemów, które występują w badaniach nad ASD, jest dłuższa: nierzadko korzysta się z jeszcze słabszych schematów badawczych, jak studium przypadku lub badania retrospektywne. Czasem problemem bywa konflikt interesów (twórcy metody przeprowadzający badania weryfikacyjne) lub niejasność procedur terapeutycznych (np. brak podręcznika z dokładną instrukcją).
W ostatnich kilkunastu latach sytuacja polepszyła się, przeprowadzanych jest coraz więcej badań RCT, choć i te bywają nie najlepszej jakości. Najczęstszymi problemami (oprócz wymienionych wcześniej) są: niewielkie grupy (niska moc wyników, niereprezentatywność próby), brak zaślepiania, brak kontroli efektu placebo lub brak porównań do grupy z aktywną (i sprawdzoną) formą terapii. Wspomniane niedociągnięcia mogą poważnie wpływać na tendencyjność otrzymywanych wyników. Kolejny problem, w badaniach z udziałem dzieci, może stanowić efekt dojrzewania. Nieodpowiednio zaplanowany eksperyment nie pozwala na ocenę, czy poprawa zaistniała w czasie przeprowadzania interwencji, nie jest jedynie skutkiem naturalnego (i często dynamicznego) rozwoju dziecka.

### Problem popularności metod niesprawdzonych
Zwraca się uwagę na dużą popularność metod, które nie są w ogóle weryfikowane w badaniach naukowych (lub których efektywność nie została wykazana). Szacuje się, że w ciągu życia od 39 do 94% dzieci i młodzieży z ASD skorzysta z metod z tzw. medycyny komplementarnej i alternatywnej. Większość z interwencji stanowią diety złożone z „naturalnych” produktów, eliminujące gluten lub suplementacja witaminami i minerałami; czasem stosowane są metody oddziałujące na ciało, jest akupunktura, masaż czy Qigong. Wykorzystywane są także potencjalnie kosztowe lub niebezpieczne interwencje, jak bardzo restrykcyjne diety eliminacyjne, integracja słuchowa (Bernarda), chelatacja, czy terapia immunoglobulinowa. Niektóre niepotwierdzone lub słabo zweryfikowane metody polecane są także przez profesjonalistów zajmujących się dziećmi. Wśród wymienianych podejść najczęściej znajdują się: nauczanie bez kar (ang. gentle teaching), program rozwoju relacji (ang. relationship development intervention, RDI), różne formy technologii wspomagającej, metoda ułatwionej komunikacji, trening integracji sensorycznej oraz metody bazujące na IS.
| Cechy, które mogą świadczyć, że promowana metoda jest niepotwierdzona lub pseudonaukowa | Cechy, które mogą świadczyć, że promowana metoda jest niepotwierdzona lub pseudonaukowa |
| --------------------------------------------------------------------------------------- | --- |
| Słabe podstawy teoretyczne                                                              | - Proponowana teoria jest całkowicie niekompatybilna z innymi, potwierdzonymi teoriami, opisującymi autyzm i jego terapię. - Opiera się na przestarzałych koncepcjach naukowych. - Opisuje autyzm, jako skutek pojedynczego deficytu, którego usunięcie wpłynie globalnie na wszystkie symptomy ASD. - Opiera się na pseudonauce, odwołuje się do „natury” lub zjawisk nadprzyrodzonych. |
| Niejasne lub duże obietnice                                                             | - Obiecywana jest duża skuteczność i szybkie efekty. - Obiecywana jest skuteczność w terapii wielu różnych zaburzeń i chorób. - Interwencja ma być łatwa do przeprowadzenia, wymagać niewielkiego przeszkolenia lub wiedzy specjalistycznej. - Używane są często określenia, jak „cud”, „wiara”, „zaufanie”, „wyleczenie”, „wyzdrowienie” lub „przełom naukowy” do opisu metody i jej efektów. - Wspomina się o sekretnych składnikach, które mają leczyć. - Korzyści opisywane są w sposób nieprecyzyjny, ale poważnie brzmiący np. „polepszona nauka”, „zwiększona uwaga”, „zwiększona świadomość własnego ciała”, „zmniejszona obronność dotykowa”, „zwiększone poczucie dobrostanu” czy „polepszone poczucie siebie”. |
| Brak lub słabe dowody na skuteczność                                                    | - Wyniki badań nie są publikowane w renomowanych, recenzowanych czasopismach naukowych. - Wykorzystuje się przestarzałą lub niepełną literaturę naukową, tak aby nie przedstawić informacji krytycznych wobec metody. - Wykorzystuje się anegdoty, referencje, wyniki ankiet, studia przypadków, popularność lub długowieczność metody, jako dowody wystarczające do potwierdzenia jej efektywności. - Stroni się od wykorzystywania eksperymentu, jako metody badawczej, gdzie kontrolowane są czynniki specyficzne dla interwencji oraz zakłócające wynik badania. - Stosuje się niesprawdzone metody pomiaru lub twierdzi, że korzyści płynących z interwencji nie da się zmierzyć. - Brak dowodów tłumaczony jest ignorowaniem lub zwalczaniem przez „establishment” naukowy, medyczny, rządowy itp. |
| Intensywny lub agresywny marketing                                                      | - Metoda prezentowana jest w sposób nadmiernie efektowny lub mający oddziaływać na emocje, często z wykorzystaniem fałszywych danych naukowych. - Twierdzi się, że inne (uznane) interwencje są niepotrzebne, gorsze lub szkodliwe. - Stosowane są agresywne technik sprzedaży (wykorzystujące również szantaż emocjonalny i specjalne oferty cenowe). - Mocna komercjalizacja interwencji: wysokie opłaty lub stwarzanie możliwości zarobku (jako promotor lub sprzedawca metody). - Promowane głównie przez celebrytów. - Wykorzystuje się zaawansowane metody medyczne lub nowoczesną technologię (np. EEG, testy laboratoryjne, komputery), choć niezgodnie z ich przeznaczeniem. - Promowane są jako „naturalne” (często w opozycji do stosowanych standardowo, „nienaturalnych” metod). - Informacje o ograniczeniach znanych, sprawdzonych metod, wykorzystuje się jako „dowód” na skuteczność promowanej. |

## Podejścia psychospołeczne

### Podejście behawioralne
Najbardziej znanym podejściem behawioralnym w terapii autyzmu jest stosowana analiza behawioralna (SAZ) (ang. applied behavior analysis), opierająca się na zasadach uczenia opartego na warunkowaniu instrumentalnym (ale też klasycznym i na teorii społecznego uczenia się). Istotną rolę odgrywają w niej interwencje oparte na bodźcach poprzedzających (ang. antecedent based interventions), których celem jest identyfikacja i modyfikacja bodźców w środowisku pacjenta, które wpływają na jego zachowanie. Interwencje są mocno ustrukturyzowane i opisane przez protokoły, których należy przestrzegać (choć niektórzy badacze postulują o większą elastyczność podczas interwencji). Przykładowe techniki używane w SAZ, to: analiza zadania (ang. task-analysis), generalizacja, hiperkorekcja (ang. overcorrection), operacje ustanawiające i znoszące (ang. establishing operations, abolishing operations), trening pomijania (ang. omission training), wygaszanie (ang. extinction) czy wzmacnianie różnicujące (ang. differential reinforcement).
Interwencje opierające się na SAZ można podzielić na dwie grupy: programy kompleksowe, których celem jest uzyskanie poprawy w wielu sferach funkcjonowania (umiejętności językowe, społeczne, motoryczne, poznawcze czy życiowe), np. adresowane do dzieci wczesne intensywne interwencje behawioralne (ang. early intensive behavioral interventions, EIBI) oraz metody skupione na specyficznym obszarze funkcjonowania. Interwencje zogniskowane na jednym obszarze można z kolei podzielić ze względu na cel, jaki próbują osiągnąć (np. ograniczenie zachowań niepożądanych lub nabywanie nowych umiejętności). Przykładem metod, które mogą służyć do ograniczenia zachowań niepożądanych są: analiza funkcjonalna zachowań (ang. functional behavior assessment), przerywanie reakcji i przekierowywanie (ang. response interruption and redirection) oraz trening komunikacji funkcjonalnej (ang. functional communication training). Technika nakierowana na nabywanie nowych umiejętności, to np. metoda wyodrębnionych prób (ang. discrete trial traning), podejście AVB (ang. applied verbal behavior) czy procedura nauczania interakcji (ang. teaching interaction procedure).
Wczesna intensywna interwencja behawioralna (EIBI), to kompleksowe podejście opierające się na SAZ, którego celem jest terapia podstawowych deficytów, występujących w zaburzeniach ze spektrum autyzmu u małych dzieci. Interwencja jest zazwyczaj superwizowana przez osobę przeszkoloną i wymaga podążania za podręcznikiem z instrukcją. Charakterystyczne dla EIBI jest wykorzystywanie mocno ustrukturyzowanych strategii nauczania, ale przy tym poszukiwanie metod pozwalających na generalizację nabytych umiejętności. Podejście do deficytów dziecka ma być zindywidualizowane, a do zachowań utrudniających naukę – funkcjonalne. Niektóre źródła zwracają uwagę, że EIBI może być potencjalnie obciążająca dla dziecka i rodziny (stres, czasochłonność, cena) i zalecają indywidualne podejście i ocenę stosunku korzyści do kosztów, podczas wyboru interwencji.
Ocena efektywności stosowanej analizy behawioralnej, całościowo, jest trudna, ze względu na różnorodność technik i programów, opierających się na jej zasadach. Interwencje oparte na podejściu behawioralnym opisuje się jako efektywne, ale najczęściej ocenie podlegają intensywne i wieloskładnikowe programy terapeutyczne, nierzadko łączące podejścia edukacyjne, naturalistyczne czy rozwojowe. Badania konkretnych technik behawioralnych często nie są najlepszej jakości metodologicznej (problem dotyczy również innych podejść terapeutycznych). Eksperymenty przeprowadzane są najczęściej w paradygmacie jednopodmiotowego schematu eksperymentalnego (SCD) i na niewielkiej ilości osób. W przeglądach badań, oceniających poszczególne techniki, uwzględnianych jest często tylko po kilka lub kilkanaście takich eksperymentów. Programów opartych na technikach SAZ jest jednakże wiele i stan wiedzy na temat ich efektywności jest zróżnicowany (zob. opisywane poniżej: Social stories, PRT, TEACCH czy PECS).
Problem nie najlepszej jakości dowodów dotyczy również intensywnych programów wczesnej interwencji. Z jednej strony, wskazuje się na dużą ilość dowodów świadczących za podejściami typu EIBI (setki przebadanych dzieci; wystarczająca ilość by przeprowadzić metaanalizy wyników) i pozytywny wpływ na iloraz inteligencji, umiejętności językowe, a czasem też społeczne i adaptacyjne. Z drugiej strony, do analiz włączane były najczęściej badania na małych grupach, bez randomizacji i nierzadko bez grupy kontrolnej. Im większy kładziony jest nacisk na jakość uwzględnianych badań, tym wyniki analiz są mniej korzystne dla EIBI. Nie ma dużych, randomizowanych badań i w związku z tym podważana jest czasem skuteczność tego podejścia ponad efekty, które można by uzyskać w wypadku zastosowania innych intensywnych interwencji (czy nawet typowego postępowania terapeutycznego).

### Naturalistyczne interwencje rozwojowo-behawioralne
Nowsze podejścia, w mniejszym lub większym stopniu korzystające z behawioryzmu, opierają się także na ustaleniach z zakresu psychologii rozwojowej, kładą większy nacisk na zintegrowany rozwój w wielu obszarach funkcjonowania (poznawczym, społecznym, komunikacji) oraz wykorzystują zabawę i elementy naturalnego otoczenia dziecka, a interwencje przeprowadzane są w społecznie ważnym dla niego kontekście (czasem przez rodziców lub rówieśników). Metody te, zgrupowane pod nazwą naturalistycznych interwencji rozwojowo-behawioralnych (ang. naturalistic developmental behavioral interventions, NDBI), mogą mieć charakter kompleksowy i wieloskładnikowy (np. opisywany poniżej ESDM), choć dostępne są też interwencje skupiające się na wybranych sferach (np. komunikacji społecznej, jak JASPER czy RIT).    

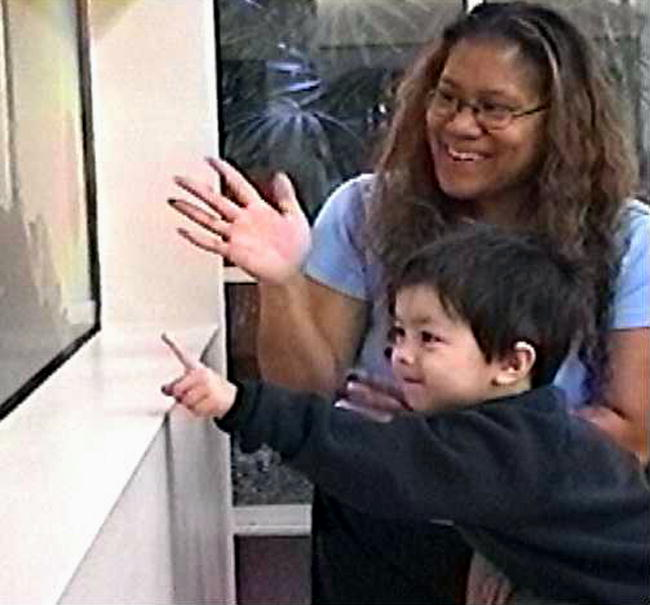
Zdjęcie przedstawia autystycznego chłopca, biorącego udział w treningu współdzielenia uwagi.

Schreibman i in. (2015), jako przykładowe NDBI wskazują:
- Uczenie incydentalne (ang. incidental teaching) – ustrukturyzowana technika, która wykorzystuje naturalnie pojawiające się sytuacje do nauczania nowych umiejętności. Technika ta wykorzystywana jest również w kompleksowych programach, jak EIBI, ESDM czy LEAP[88][89][90].
- Trening umiejętności kluczowych (ang. pivotal response training, PRT) – celem jest nabycie kluczowych umiejętności (np. samokontrola, samoinicjacja), które mają następnie pozwolić na nabywanie kolejnych (które nie były trenowane). W PRT wykorzystywana jest motywacja dziecka do tworzenia okazji dla treningu. Trening może być przeprowadzany również przez rodziców[91][92].
- Nauczanie środowiskowe EMT (ang. enhanced milieu teaching) – behawioralna interwencja wykorzystująca naturalnie występujące sytuacje, w celu poprawy umiejętności językowych u małych dzieci[93][94][95].
- Trening wzajemnej imitacji (ang. reciprocal imitation training, RIT) – naturalistyczna, behawioralna interwencja, której celem jest nauka imitacji społecznej poprzez zabawę[96][97][98].
- Projekt ImPACT (ang. Improving Parents As CommunicationTeachers) – program treningowy, dzięki któremu rodzice mają nauczyć się wykorzystywać naturalistyczno-behawioralne techniki do wzmacniania umiejętności społeczno-komunikacyjnych u dzieci[99][100][101].
- Podejście JASPER (ang. joint attention symbolic play engagement and regulation) – celem jest zachęcenie dziecka do współdzielenia uwagi z innymi podczas zabawy; motywowanie go do spontanicznej komunikacji, a także zwiększenie elastyczności i różnorodności umiejętności związanych ze wspólną zabawą. Program kierowany jest do terapeutów, rodziców i nauczycieli[102][103][104].
- Projekt ESI (ang. Early Social Interaction) –  to program skierowany do małych dzieci i ich rodziców. W istotnej części opiera się na modelu SCERTS[105][106].
- Program wczesnych osiągnięć (ang. Early Achievements) – skierowany do małych dzieci; ma rozwijać współdzielenie uwagi i imitację społeczną. Przeprowadzany jest w połączeniu z kompleksową behawioralną interwencją, w którą włączani są rodzice[107][108].
- Metoda wczesnego startu (ang. Early Start Denver Model, ESDM) – kompleksowy program wczesnej interwencji, łączący SAZ, PRT i podejście rozwojowe, oparte na relacji z rodzicami, a także wykorzystujący zabawę. Program rozwojowy dostosowany jest do wieku dziecka (12-60 miesięcy)[109][110].

| Wspólne cechy NDBI |
| --- |
| - Wykorzystują relację zdarzenie poprzedzające – zachowanie – następstwa (ang. three-term, ABC contingency). - Posiadają jasno opisane procedury w podręcznikach. - Zawierają narzędzia do oceny efektywności wprowadzania procedur terapeutycznych „w życie”. - Zawierają narzędzia do pomiaru postępu czynionego przez dziecko. - Procedury przewidują możliwość indywidualizacji interwencji. - Posiadają instrukcje modyfikacji środowiska tak, aby zachęcać dziecko do inicjacji interakcji. - Zachęcają do wspólnego wchodzenia w interakcje, odwzajemniania lub wspólnych zabaw. - Programy przewidują sytuacje, gdzie dziecko jest inicjatorem interakcji. - Wzmacniają motywację wewnętrzną dziecka. - Wykorzystują różne metody podpowiedzi oraz wycofywania podpowiedzi. - Wykorzystują modelowanie. - Zachęcają opiekuna do naśladowania dziecka (nacisk na ten aspekt zależy od metody). - Poszerzają uwagę dziecka. |

Dowody na efektywność NDBI są zróżnicowane (i często nie najwyższej jakości). W wypadku metod niekompleksowych, stosowanych u dzieci, wskazuje się na pozytywny wpływ na zaangażowanie we wspólną zabawę z rodzicami lub nauczycielami; możliwe, że wpłyną też na język, współdzielenie uwagi i niektóre zdolności poznawcze. Kompleksowe, intensywne interwencje mają wpływać na rozwój komunikacji i zdolności poznawczych, choć tutaj oceny są bardziej rozbieżne. W wypadku małych dzieci (poniżej 2-3 lat), wyniki badań również są obiecujące, ale są one nieliczne.
Najczęściej badane (za pomocą RCT), niekompleksowe NDBI, opierają się na podejściu JASPER. Badania są zróżnicowane pod kątem jakości metodologicznej (choć zawsze brakowało pełnego zaślepiania) i wielkości badanych grup (od badań pilotażowych po zawierających ponad 100 dzieci). Efektywność modelu była (częściowo) sprawdzana po kilku latach od pierwotnego badania, również przez niezależnych badaczy. Najmocniejsze dowody dotyczą pozytywnego wpływu na wspólne zaangażowanie i współdzielenie uwagi z partnerem interakcji.
Istnieją dowody, o mieszanej jakości, na efektywność treningu umiejętności kluczowych (PRT). Prowadzonych było sporo niedużych eksperymentów w schemacie jednopodmiotowym (SCD), a badania z grupą porównawczą są często niewielkie, bez zaślepiania czy z niejasną procedurą randomizacji. Najmocniejsze dowody na skuteczność PRT dotyczą wpływu na komunikację funkcjonalną.
W wypadku niektórych metod, jak uczenia incydentalnego, ocena jest utrudniona, gdyż nie są one stosowane samodzielnie.
Najczęściej badaną kompleksową NDBI jest metoda wczesnego startu (ESDM). W badaniach wykorzystuje się różne schematy eksperymentalne (SCD, quasi-eksperymentalnym, RCT) i ich jakość jest często niska. U dzieci, poddanch terapii, odnotowuje się poprawę w funkcjonowaniu poznawczym, językowym, komunikacji społecznej oraz wzrost zachowań adaptacyjnych, ale nie jest jasne, czy efekt jest większy ponad ten, który uzyskują podczas standardowo otrzymywanej opieki terapeutycznej. Nie jest również pewne, które składniki programu są najbardziej przydatne.
Istnieją też metody, które wykorzystują techniki behawioralne, a także czerpią z podejścia rozwojowego i/lub naturalistycznego, ale nie są zaliczane do NDBI. Wśród nich znajdują się wielokomponentowe programy edukacyjne, jak TEACCH (ang. Treatment and Education of Autistic and Communication-Handicapped Children) czy program LEAP (ang. Learning Experiences – An Alternative Program for Preschoolers and Parents). Lepiej przebadany jest TEACCH, choć nie wiadomo, czy programy te są efektywniejsze niż inne, podobne podejścia. W wypadku obu zwraca się uwagę na czasem niestaranne podejście do implementacji programu w praktyce.

### Podejścia oparte na relacji i rozwojowe interwencje społeczno-pragmatyczne
Wiele metod wykorzystuje relację opiekun-dziecko w terapii; wśród nich znajdują się, opisane wcześniej, podejścia wykorzystujące techniki behawioralne (np. ESI, JASPER, ESDM) oraz interwencje i programy, które z nich nie korzystają (w literaturze, te ostatnie bywają określane mianem interwencji opartych na relacji). Grupa ta jest zróżnicowana: część z podejść jest ateoretyczna i w praktyce opiera się na spontanicznej interakcji z dzieckiem – inne korzystają z psychologii rozwojowej i mają ściśle określony program. Pomimo popularności wielu z nich, efektywność rzadko bywa badana. Praktycznie nie ma dowodów na skuteczność metody Opcji (Son-Rise) czy nauczania bez kar (ang. gentle teaching). Prawie nie ma badań dotyczących metody 3i, która opiera się częściowo na Son-Rise. Podobnie jest z programem rozwoju relacji (ang. relationship development intervention, RDI).
Oddzielną grupę metod, kładących nacisk na wykorzystanie relacji w pracy terapeutycznej, stanowią rozwojowe interwencje społeczno-pragmatyczne (ang. developmental social pragmatic interventions, DSP). Integrują one koncepcję rozwoju poznawczego, transakcyjny model rozwoju oraz społeczno-pragmatyczną teorię przyswajania języka. Podobnie jak naturalistyczne interwencje rozwojowo-behawioralne, kładą nacisk na inicjowaną przez dziecko naukę w naturalnych warunkach, ale jest ona o wiele mniej dyrektywna. W DSP zakłada się, że wszystkie formy komunikacji są intencjonalne i należy je wspierać.
Binns i Cardy (2019) do DSP zaliczają: DIR/Floortime, interwencję skierowaną na zabawę (ang. Focused Playtime Intervention, FPI), JAML (ang. Joint Attention Mediated Learning), MEHRIT (ang. Milton and Ethel Harris Research Initiative Treatment), program Hanen (ang. More Than Words), terapię PACT (ang. Pre-school Autism Communication Trial), projekt PLAY (ang. Play and Language for Autistic Youngsters), nauczanie responsywne (ang. responsive teaching), model Denver (ale nie jego rozwinięcie: metodę wczesnego startu, ESDM) oraz model SCERTS (ang. Social Communication/Emotional Regulation/Transactional Support).
| Wspólne cechy interwencji DSP |
| --- |
| - Opisują siebie jako oparte na zasadach psychologii rozwojowej. - Wykorzystują naturalnie pojawiające się sytuacje podczas zabawy. - Upewniają się, że nauka jest inicjowana przez dziecko. - Wykorzystują materiały i zajęcia wybrane przez dziecko. - Celują w polepszenie ogólnych umiejętności komunikacji społecznej (jako fundamentalnych dla rozwoju komunikacji werbalnej). - Stosują strategie zachęcające (np. naśladowanie warunkowe, pośrednia stymulacja języka, dostrojenie afektywne). - Wykorzystują i modyfikują otoczenie, by wspierać rozwój komunikacji i języka np. poprzez stwarzanie tzw. pokus komunikacyjnych lub żartobliwych przeszkód (ang. playful obstruction) czy wykorzystując strategię wait time (czas oczekiwania np. w kolejce do lekarza lub na przystanku autobusowym). - Wzmacniają zachowania komunikacyjne za pomocą naturalnych rekwizytów (np. zabawka, będąca przedmiotem zainteresowania dziecka). - Stosują zależności wzmacniające (ang. reinforcement contingencies), które wzmacniają wszelkie zachowania komunikacyjne. - Nie używają bezpośrednich podpowiedzi, które nie uwzględniają intencji dziecka (np. „Powiedz ______”). |

Jeśli oceniać efektywność DSP jako grupy, to najwięcej dowodów przemawia za pozytywnym wpływem na współdzielenie uwagi i wzajemność w interakcjach społecznych z partnerem, a także na inicjowanie komunikacji (u dzieci w wieku przedszkolnym). Jednakże badania nad DSP często nie są najlepszej jakości (np. małe grupy, brak zaślepiania czy podręcznika opisującego procedury terapeutyczne), a poszczególne eksperymenty znacznie różnią się między sobą zastosowaną metodologią. Z tego powodu DSP, jako grupa, oceniane są jako (co najwyżej) prawdopodobnie skuteczne.
Jedną z częściej badanych metod z tej grupy jest DIR/Floortime, ale najmocniejsze dowody ograniczają się do pozytywnego wpływu na jakość interakcji między rodzicami, a dziećmi. Istnieją też pewne, ograniczone dowody, dotyczące projektu PLAY, który bazuje na DIR.
Ograniczony, pozytywny wpływ na jakość relacji, wykazują również interwencje bazujące na programie wykorzystującym nagrania wideo do promowania pozytywnego rodzicielstwa (ang. Video-feedback Intervention to promote Positive Parenting adapted to Autism), ale potrzebnych jest więcej badań. Obiecująco przedstawiają się wyniki badań nad terapią PACT, wczesną interwencją celującą w rozwój komunikacji społecznej. PACT jest również kierowany do rodziców i wykorzystuje nagrania wideo, jako informację zwrotną. Nad PACT nie prowadzi się wielu badań, ale spory, dość dobrze zaprojektowany eksperyment (152 dzieci, randomizacja, choć bez pełnej kontroli efektu placebo i z częściowym zaślepieniem) wykazał potencjalną efektywność interwencji. Skutki programu mogą utrzymywać się po dłuższym czasie (ponowny pomiar po 6 latach). Mniejsze badanie, gdzie rodzice szkoleni byli przez pracowników społecznych, tylko częściowo wykazało pozytywne efekty.
Niejasna jest kwestia skuteczności interwencji skierowanej na zabawę (FPI) – badania dają mieszane wyniki. W wypadku programu Hanen (nieliczne) badania wskazują na bardzo ograniczone efekty. Praktycznie nie ma badań nad modelem SCERTS.

### Inne podejścia psychospołeczne
Nie ma dobrych badań potwierdzających skuteczność mocno kontrowersyjnych terapii więzi i przytrzymywania (holding); podważana jest też wartość teorii stojącej za metodą.
Przez ostatnich kilkunaście lat promowane jest podejście wspierające pozytywne zachowania (ang. positive behavior support), ale brakuje dowodów na efektywność przy ASD.
Istnieją dość ograniczone dowody na efektywność interwencji opartych na teorii umysłu, ale nie jest jasne czy efekty utrzymują się w czasie i czy nabyte umiejętności będą się generalizować.
W wypadku terapii poznawczo-behawioralnej, najmocniejsze dowody dotyczą efektywności leczenia towarzyszących zaburzeń lękowych; mniej jednoznaczne są wyniki badań nad możliwością terapii depresji, gniewu lub osiowych objawów autyzmu.

## Podejścia wspomagające

### Alternatywne i wspomagające metody komunikacji

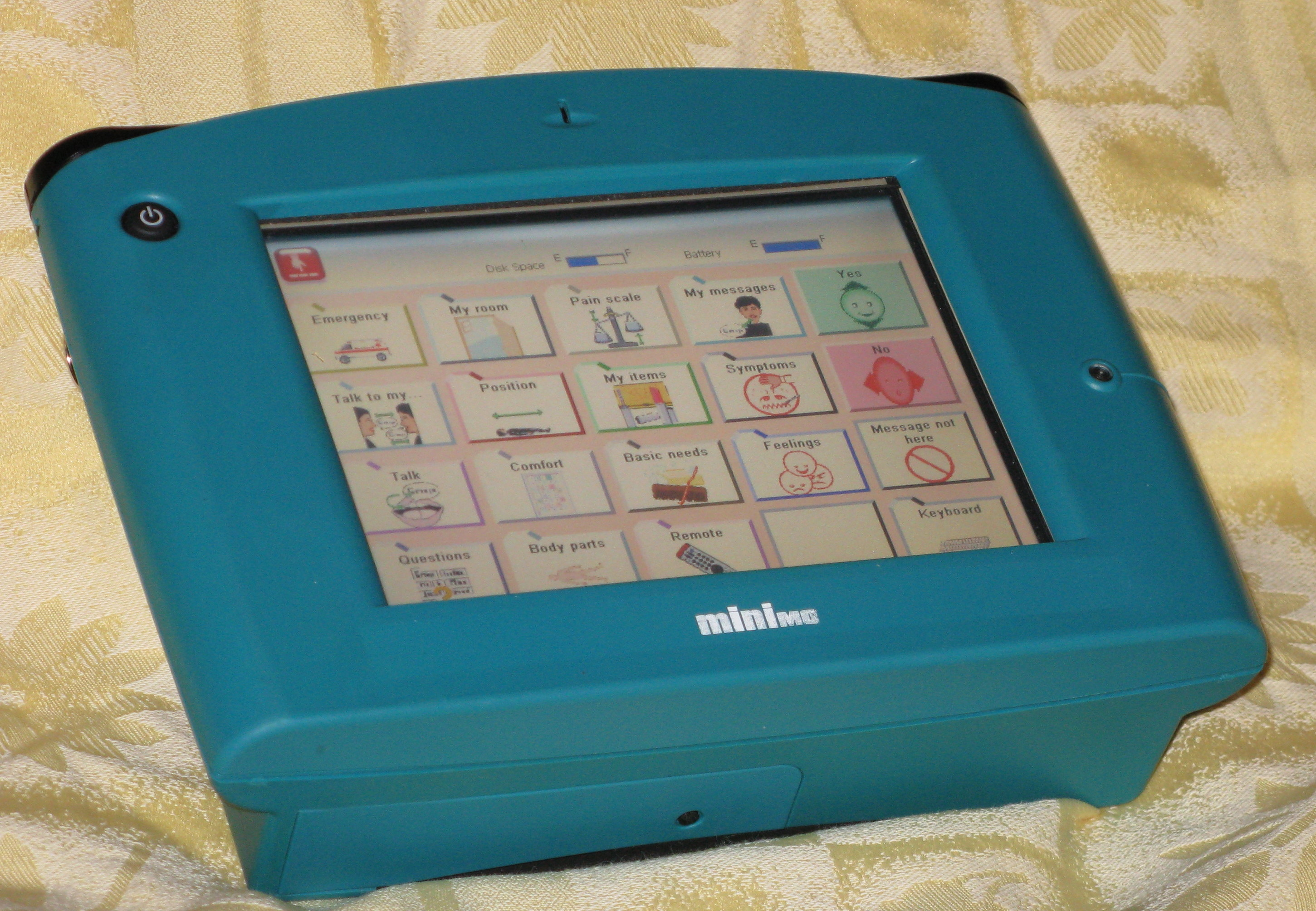
Urządzenie generujące mowę (SGD), wykorzystujące ekran dotykowy. Obecnie podobną funkcję mogą pełnić tablety i smartfony.

Nawet do 25–30% dzieci z ASD, nie rozwija funkcjonalnej komunikacji (lub są werbalne w stopniu minimalnym) i dla wielu z nich oferuje się pomoc w formie alternatywnej lub wspomagającej komunikacji (ang. augmentative and alternative communication, AAC). Interwencje AAC dzieli się na dwie grupy: stosowane samodzielnie (np. język migowy) oraz wspomagane za pomocą technologii. Technologia jest tutaj ujmowana szeroko: od książek z obrazkami, do tabletów i innych urządzeń generujących mowę (ang. speech-generating devices, SGD). Od wielu lat próbuje się używać języka migowego (lub jego prostszych wersji), jednak badania wskazują na ograniczoną efektywność metody. Dla lepszych efektów, proponuje się łączenie nauki się z treningiem językowym. Lepiej sprawdzają się interwencje dodatkowo wspomagane technologicznie (np. PECS lub SGD). Wśród części specjalistów istnieją obawy, co do negatywnego wpływu AAC na rozwój mowy u dzieci, ale badania nie potwierdzają zagrożenia.

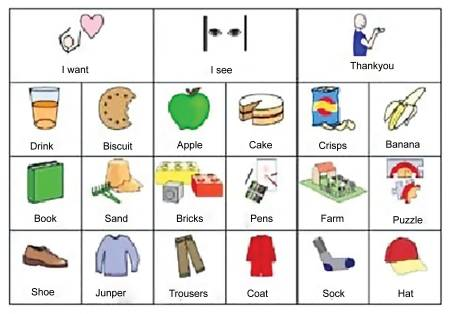
Celem PECS jest wspomaganie i wstępne rozwijanie zdolności komunikacji za pomocą obrazków. Nauka systemu składa się z kilku faz: początkowo dzieci uczą się znaczenia obrazków, by następnie wymieniać się nimi z innymi osobami i używać ich w sekwencjach, które mają przypominać zdania.

Najczęściej weryfikowane empirycznie są AAC, opisywane jako podejścia naturalistyczne i opierające się na zasadach stosowanej analizy behawioralnej. Wśród nich,najlepiej zbadaną metodą jest system obrazkowy PECS, a po nim – metody wykorzystujące SGD. Jednakże jakość dowodów na efektywność wspomnianych interwencji jest mieszana, a większość pochodzi z badań przeprowadzanych w paradygmacie jednopodmiotowego schematu eksperymentalnego; często bez kontroli przestrzegania procedury terapeutycznej (ang. procedural integrity, treatment integrity). W badaniach mierzy się najczęściej wpływ na funkcje komunikacyjne (głównie formułowanie próśb). Nie zawsze bada się, czy efekty utrzymują się w czasie i jest to kwestia niejasna; podobnie jest z pomiarem generalizacji umiejętności. Rzadko bada się użyteczność nabywanych umiejętności w szerszym społecznym kontekście np. z perspektywy rodziców rodziców (ich ocena jest istotna również z tego powodu, że to często oni będą kontynuować nauczanie dziecka). Istnieją też pewne ograniczone dowody, że PECS i podejścia wykorzystujące SGD, mogą pomóc w ograniczeniu zachowań trudnych (SGD są prawdopodobnie bardziej efektywne). Należy zaznaczyć, że większość opisywanych badań dotyczy dzieci, a badania z wykorzystaniem starszej młodzieży lub dorosłych są nieliczne.
Niektóre popularne podejścia uznane zostały za szkodliwe lub sprzeczne z obecną wiedzą naukową. Jako pseudonaukowe i nieefektywne wskazuje się ułatwioną komunikację (ang. facilitated communication). Metoda polega na wspomaganiu ruchu dłoni (np. podczas wskazywania znaków na tablicy) przez osobę trzecią. Obserwowana, rzekoma poprawa tłumaczona jest efektem nieświadomego działania osoby pomagającej. Podobne zastrzeżenia o autorstwo tekstów dotyczą metoda szybkich podpowiedzi (ang. rapid prompting method lub Soma RPM), której efektywność również nie została wykazana w badaniach.

### Technologia wspierająca i adaptacyjna
Rozwiązania technologicznie nie służą jedynie do wspomagania komunikacji u osób z autyzmem. Technologia wspierająca i adaptacyjna (ang. assistive and adaptive technology, AAT) wykorzystywana jest do nauki umiejętności w sferach, w których osoby z ASD mają często deficyty (rozpoznawanie emocji, interakcje społeczne, komunikacja), a także do nauki życiowych umiejętności (zwiększanie samodzielności, umiejętności akademickie i zawodowe). Ponadto, nowe technologie mogą służyć jako wsparcie dla rodzin lub zdalnej diagnozy i terapii. Stosowanie rozwiązań technologicznych budzi czasem pewne kontrowersje. Z jednej strony, istnieją obawy, że izolacja społeczna osób autystycznych, nadmiernie korzystających z komputerów czy internetu, może nasilać symptomy autyzmu, z drugiej – wskazuje się, że środowisko tworzone przez AAT jest przewidywalne oraz stymulujące i motywujące, co ma ułatwiać naukę i rozwijać samokontrolę.

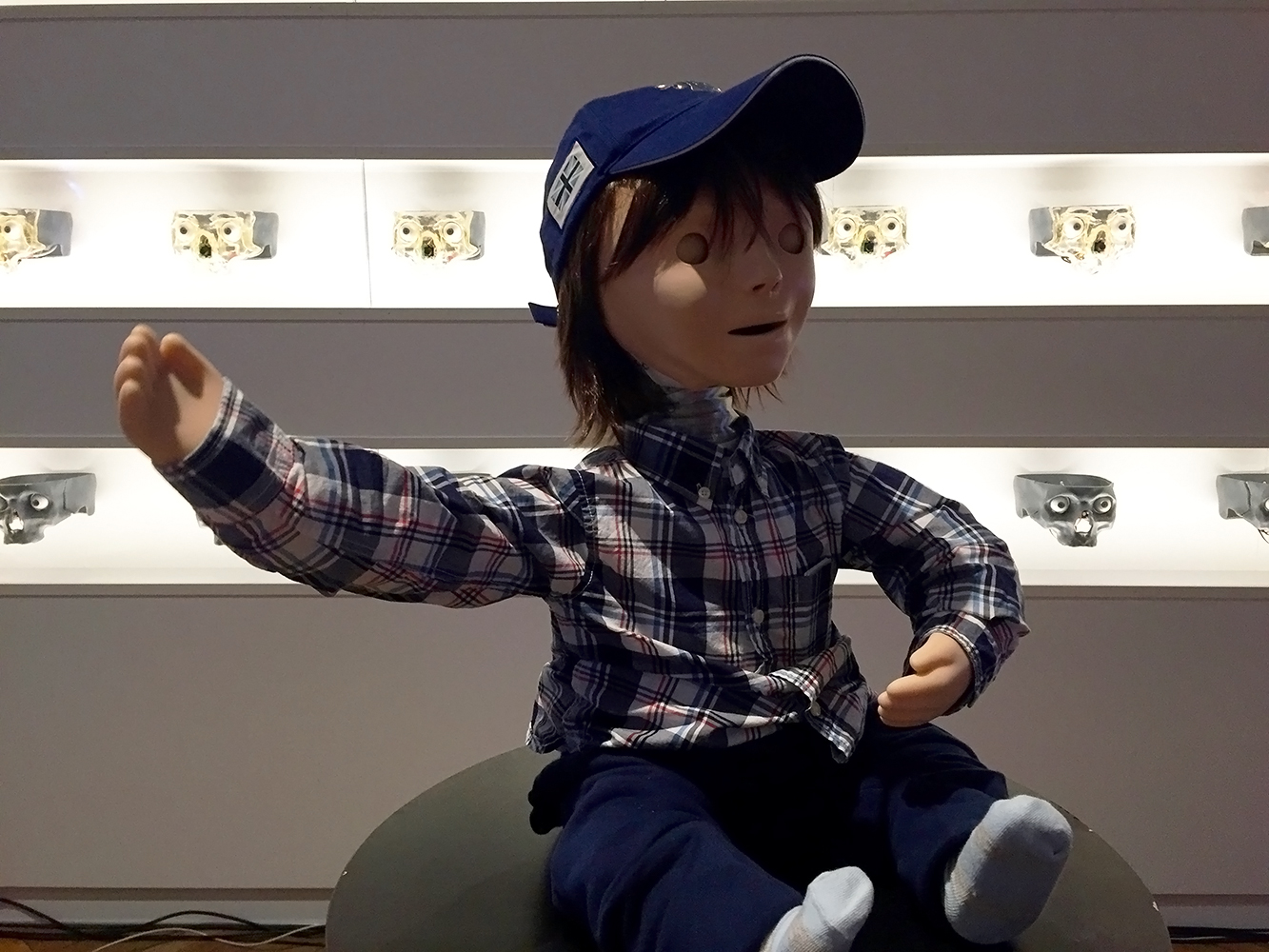
Kaspar, robot przeznaczony do pracy z dziećmi z ASD. Badania nad efektywnością robotyki wspomagającej społecznie są na bardzo wczesnym etapie.

Aresti-Bartolome i Garcia-Zapirain (2014) dzielą technologie wspierające i adaptacyjne na:
- Wykorzystujące rzeczywistość rozszerzoną lub wirtualną, m.in. do: treningu umiejętności społecznych, rozwijania teorii umysłu, rozpoznawania emocji[226][227], motywowania do aktywności fizycznej[228] czy nawet trenowania rozmowy o pracę[229]. Technologie te są również wykorzystywane w terapii i rehabilitacji dzieci z ADHD i mózgowym porażeniem dziecięcym[230].

- Aplikacje kierowane do osób ze spektrum, do użycia na komputerach i urządzeniach mobilnych. Zastosowanie tych aplikacji jest bardzo szerokie: od treningu językowego, rozwijania teorii umysłu i umiejętności społecznych, do zwiększania samodzielności osób z ASD[218][219]. Przykładowo, aplikacje mogą być wykorzystywane do pracy nad rozumieniem narracji społecznych i rozwijaniem wyobraźni[231][232][233] (czasem wykorzystywane są w tym celu ogólnodostępne programy, jak Scratch[234]) lub do treningu rozpoznawania emocji[235][236]. Oprócz aplikacji terapeutycznych, tworzone są również programy użytkowe dla osób z autyzmem. Przykładem jest przeglądarka internetowa ZacBrowser, która ma zabezpieczać przed wejściem na strony dla dorosłych lub zawierające zbyt wiele rozpraszających bodźców[223].

- Systemy telemedyczne – umożliwiają uzyskanie pomocy zdalnie. Można je podzielić na dwie grupy: systemy wspomagające członków rodziny (poprzez szkolenia z zakresu prowadzenia terapii np. treningu komunikacji, ograniczania zachowań trudnych, zwiększenia ilości i jakości interakcji z dzieckiem[237][238][239][240][241][242][243][244]) oraz przeznaczone do zdalnej diagnozy i terapii ASD[245][246][247][248][249].

- Roboty, które używane są ze względu na przewidywalność „zachowania”, co pozwala na stworzenie bezpiecznych warunków do treningu umiejętności społecznych i komunikacji[223][225][250][251][252][253].

Pomimo dużych nadziei wiązanych z technologiami wspierającymi i adaptacyjnymi, brakuje solidnych dowodów na efektywność większości z nich. Najwięcej przeprowadzonych badań, to analizy pojedynczych przypadków, badania grupowe są rzadkością. Jeśli mierzyć efektywność AAT zbiorczo, to meta-analizy wyników badań wykazują pozytywne efekty, ale do analizy trafiają czasem wyłącznie eksperymenty w jednopodmiotowym schemacie lub badania na niewielkich grupach osób. Badania dotyczą najczęściej wykorzystywania urządzeń mobilnych, komputerów i wirtualnej rzeczywistości. Do optymizmu mogą skłaniać wyniki analiz efektywności systemów telemedycznych, ale znowu – dowody są często niskiej jakości. Telemedycyna będzie się jednak cieszyć coraz większym zainteresowaniem badaczy, ze względu na szerokie możliwości jej zastosowania, relatywnie niskie koszty i możliwość łatwiejszego dotarcia do większej grupy odbiorców.
Poza niejasną kwestią efektywności, problem stanowi również mała możliwość modyfikacji poszczególnych AAT, przez co często trudne jest dostosowanie ich do indywidualnych i specyficznych potrzeb odbiorców interwencji. Brak możliwości łatwego urozmaicenia treści programu może powodować, że dana metoda zacznie szybko się nudzić użytkownikom.

### Interwencje wspomagane przez zwierzęta

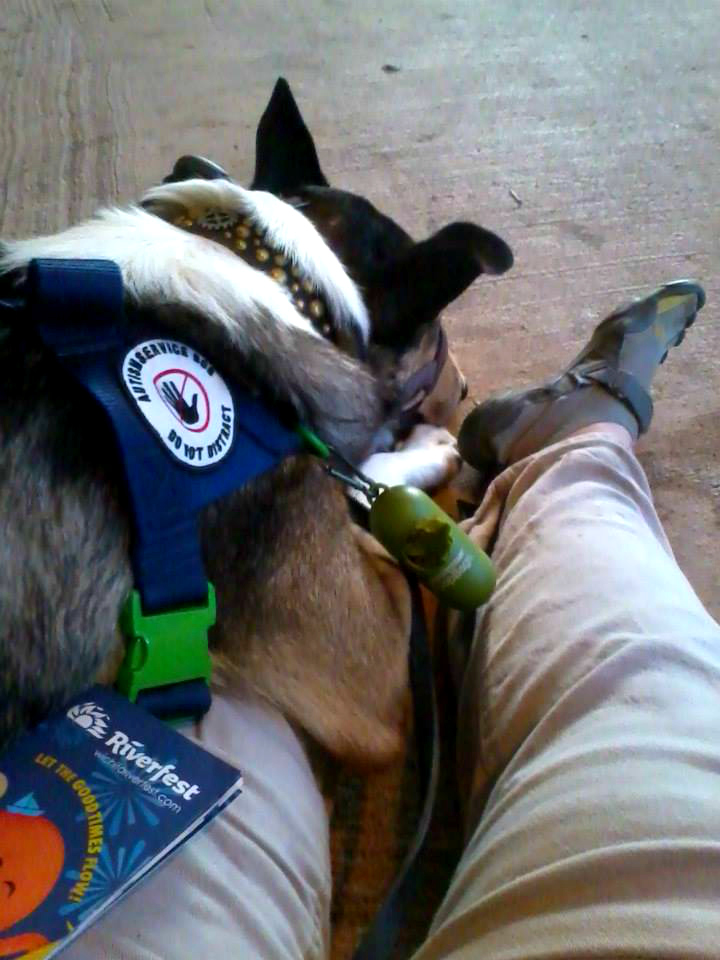
Pies towarzyszący przeznaczony dla osoby z ASD (tutaj dorosłej). Nie jest jasne, czy interwencje tego typu są efektywne.

Niepewna jest kwestia interwencji wykorzystujących zwierzęta (ang. animal-assisted interventions). W praktyce, najczęściej wykorzystuje się konie (w różnych formach terapii), psy (jako opiekunów lub w dogoterapii), świnki morskie oraz delfiny. Istnieją dowody (o mieszanej jakości metodologicznej) na pozytywne skutki terapii – najwięcej z nich dotyczy terapeutycznej jazdy konnej (ale już nie hipoterapii lub psychoterapii z udziałem koni). Nie jest jednak jasne, czy pozytywne efekty (np. bardziej skupiona uwaga czy zwiększona towarzyskość) w wypadku terapeutycznej jazdy konnej, nie wynikają jedynie z atrakcyjności bodźca, jaki mogą stanowić zwierzęta dla dzieci. Zwraca się też uwagę na potencjalne wysokie koszty interwencji i zagrożenia, wynikające z kontaktu ze zwierzętami.  Szczególnie delfinoterapia stwarza ryzyko agresji ze strony delfinów i możliwość przenoszenia chorób między zwierzęciem, a człowiekiem.

### Inne interwencje wspomagające
Brakuje dowodów, które uzasadniałyby stosowanie neurotreningu (neurofeedback) przy ASD.

## Podejścia motoryczne i sensoryczne
Prawie nie ma badań dotyczących terapii tańcem. Istnieją słabe jakościowo dowody na pozytywny wpływ metody Halliwick (rodzaj hydroterapii) na interakcje społeczne i niektóre zachowania trudne. Możliwe, że generalnie aktywność fizyczna będzie pozytywnie wpływać na symptomy ASD. Istnieją dowody (choć najczęściej niewysokiej jakości), że jogging, sztuki walki, jazda konna, pływanie, joga/taniec czy ćwiczenia relaksacyjne mogą pozytywnie wpływać na zdolności motoryczne, stereotypie ruchowe, funkcjonowanie interpersonalne czy wydajność poznawczą (nie jest jasne jaki typ aktywności jest najlepszy). Pomimo wspomnianego braku mocnych dowodów, aktywność fizyczna jest zalecana, ze względu na ogólnie pozytywny wpływ na zdrowie osób z ASD.
Wśród popularnych metod ruchowych, znajdują się również zdyskredytowane przez współczesną naukę, jak kinezjologia edukacyjna Dennisona czy metoda Domana – obie opierające się na przestarzałym i pseudonaukowym wyjaśnieniu działania mózgu. Nie ma dowodów na efektywność żadnej z tych metod.
Brakuje również dowodów na skuteczność metody Millera. Nie ma badań dotyczących efektywności metody ruchu rozwijającego, metody dobrego startu, logorytmiki czy metody Knillów przy ASD.
Pewne kontrowersje budzą, szeroko stosowane, interwencje zakładające leczenie tzw. zaburzeń „integracji sensoryczną” czy „przetwarzania sensorycznego”. Najpopularniejszą z nich jest terapia integracji sensorycznej, której krytykowane są także założenia teoretyczne. Dowody na efektywność terapii SI są niejednoznaczne, najczęściej słabej jakości i ograniczone (być może pomaga przy nadwrażliwości na bodźce). Podczas terapii SI, wykorzystuje się czasem huśtawki, koce lub ubrania obciążeniowe – jednak dowody na ich efektywność dają niejasny obraz. Podobnie jest z interwencjami, które stymulują czucie głębokie (zawijanie w maty gimnastyczne, ściskarki, „maszyna do przytulania” Grandin). Mocno skrytykowana została terapia le packing (praktykowana głównie we Francji). Metoda polega na zawijaniu dziecka ciasno w mokre ręczniki, schłodzone wcześniej w lodówce. Interwencja trwa do kilkudziesięciu minut i stosowana jest kilka razy w tygodniu. Wskazuje się na brak podstaw naukowych metody, potencjalnie szkodliwe skutki oraz brak dowodów na efektywność. Istnieją słabej jakości dowody na efektywność terapii masażem, w wypadku problemów związanych z wrażliwością sensoryczną i innych symptomów ASD – być może masaż sprawdzi się przy problemach ze snem. Jest za mało badań, by móc ocenić skuteczność ćwiczeń wykorzystujących symulację dotykową (np. metoda Felicji Affolter). Niejasna jest też kwestia skuteczności treningów integracji słuchowej (np. Tomatisa lub Bérarda): brakuje dowodów o wysokiej jakości, a ponadto zwraca się uwagę na potencjalnie duże koszty i efekty uboczne. Nie lepiej jest z metodą kolorowych filtrów H. Irlen – dowody są słabe i niejednoznaczne.
Możliwe, że muzykoterapia polepsza komunikację (i być może umiejętności społeczne), ale brakuje mocnych dowodów. Brakuje dowodów na to, by zajęcia teatralne były skuteczne – być może sprawdzą się jako forma treningu umiejętności społecznych u młodzieży z ASD. Nierzadko dzieciom z autyzmem proponuje się arteterapię, ale prawie nie ma badań sprawdzających jej efektywność.

## Podejścia edukacyjne
Do dzieci ze spektrum, adresowane są także programy edukacyjne. Z programów edukacyjnych, obecnie najlepiej przebadany jest TEACCH (ang. Treatment and Education of Autistic and Communication-Handicapped Children), choć obawy budzi, czasem, powierzchowna implementacja programu, z podważeniem podstawowych założeń modelu. W mniejszym stopniu badany jest program LEAP (ang. Learning Experiences – An Alternative Program for Preschoolers and Parents), gdzie przedszkolaki z autyzmem są uczone w grupach wraz z dziećmi bez zaburzenia. Tutaj, znowu, obawy budzi niestaranne podejście do założeń programu i pozostawianie dzieci bez należytego wsparcia.
Do starszej młodzieży i dorosłych, kierowane są programy wspomagające podjęcie pracy, socjalizację oraz naukę umiejętności akademickich i życiowych.

## Podejście biomedyczne
Wśród niektórych dzieci z ASD odnotowuje się różne problemy o charakterze patofizjologicznym, jak:
- zaburzenia funkcji neuroprzekaźników
  - aminokwasowych (np. glutaminianu i GABA)
  - cholinergicznych (np. acetylocholiny)
  - monoamin (np. dopaminy, noradrenaliny i serotoniny)
- zaburzenia metaboliczne (kwasu foliowego, kobalaminy, tetrahydrobiopteryny, karnityny, redoks i metabolizmu mitochondriów)
- zaburzenia immunologiczne
- zaburzenia żołądokowo-jelitowe
- zaburzenia snu
- padaczkę.

Związek tych zaburzeń z autyzmem jest niejasny. Nie wiadomo, czy są przyczyną niektórych symptomów ASD czy skutkiem zaburzenia. Nie jest również jasne czy występują niezależnie od autyzmu oraz jak dużej grupy osób dotyczą. Trwają badania nad terapiami celującymi w opisane problemy i choć niektóre dają obiecujące wyniki, to potrzeba większej ilości dowodów naukowych, by móc rekomendować stosowanie którejś z nich.

### Farmakoterapia
Nie zidentyfikowano leków, które mogłyby być stosowane rutynowo w celu redukcji osiowych objawów autyzmu. Farmakoterapia stosowana jest w wypadku zaburzeń współwystępujących (epilepsja, zaburzenia snu, zaburzenia lękowe, depresja, ADHD) i zachowań trudnych (np. duża drażliwość, napady złości, autoagresja). Przy zachowaniach niepożądanych zaleca się stosowanie rysperydonu lub arypiprazolu, ale tylko jeśli metody niefarmakologiczne zawiodły. Dowody na zasadność zastosowania innych leków przy ASD są nie najlepszej jakości: efektywność niektórych substancji sprawdzana była w pojedynczych badaniach, część z nich miała charakter pilotażowy lub przeprowadzane były jedynie przez producenta leku. Prawie nie porównuje się skuteczności leków do interwencji psychospołecznych.  Badania dotyczące dorosłych są rzadkie.
Leki neuroleptyczne

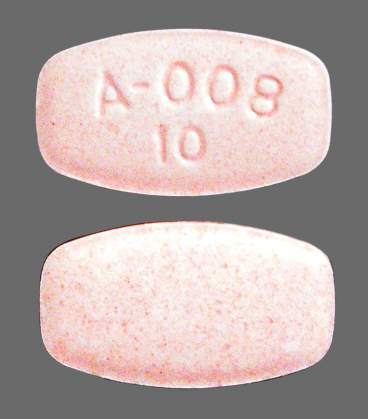
Tabletka z 10 mg arypiprazolu.

Z tej grupy leków zalecane są arypiprazol i rysperydon (najwięcej badań wykazujących efektywność), ale w wypadku obu substancji zalecenia dotyczą jedynie ograniczania zachowań niepożądanych u dzieci (w wieku powyżej 5-6 lat). Skuteczność obu neuroleptyków jest zbliżona (być może rysperydon lepiej wpływa na wycofanie społeczne) i oba leki są dobrze tolerowane przez pacjentów. Nad rysperydonem wykonuje się więcej badań z udziałem dorosłych.
Rysperydon próbuje się wykorzystywać w skojarzeniu z innymi substancjami (badane m.in. są: amantadyna, buspiron, celekoksyb, memantyna, miłorząb, N-acetylcysteina, pioglitazon, riluzol i topiramat). Wyniki badań dla wszystkich substancji (oprócz dla ekstraktu z miłorzębu) były obiecujące (obniżenie drażliwości), ale dowody zostały ocenione na niewystarczające (pojedyncze, małe eksperymenty).
W terapii wykorzystuje się też inne neuroleptyki, ale jest mniej dowodów na ich skuteczność. Obiecująco przedstawiają się wyniki badań nad olanzapiną. Istnieją też bardzo ograniczone dowody na efektywność paliperydonu i zyprazydonu. Badania nad kwetiapiną dają mieszane wyniki. Stosowany jest również haloperydol, ale efektywność (i bezpieczeństwo stosowania) leków atypowych (jak rysperydon) będą najprawdopodobniej większe. Dowody naukowe nie wskazują na skuteczność lurazydonu.
Leki przeciwdepresyjne
Badania wskazują przeważnie na brak przydatności leków z grupy SSRI (np. fluoksetyna, fluwoksamina i citalopram), przy terapii osiowych objawów autyzmu. Leki podawane są z nadzieją, że ograniczą  powtarzalne zachowania i drażliwość, ale wyniki są zróżnicowane. W wypadku leków trójpierścieniowych jest bardzo mało badań: wyniki (dwóch) z użyciem klomipraminy były sprzeczne, a tianeptyny dotyczyło tylko jedno badanie (wpływ na drażliwość i hiperaktywność). Bada się jeszcze buspiron (jedno badanie RCT z placebo wykazało spadek ograniczonych i powtarzalnych zachowań) i mirtazapinę.
Leki przeciwlękowe
W praktyce klinicznej często przepisywane są benzodiazepiny (np. klonazapam i lorazepam), choć brakuje badań na populacji ASD.
Prowadzono też wstępne badania nad propranololem (beta-adrenolityk), których wyniki są obiecujące (pozytywny wpływ komunikację społeczną).
Leki przeciwpadaczkowe
Nieliczne badania nad grupą tych leków dają mieszane i raczej negatywne wyniki (sprawdzany był wpływ na drażliwość/niepokój). Badane były: kwas walproinowy (najczęściej), lamotrygina, lewetyracetam i topiramat.
Leki stosowane przy ADHD

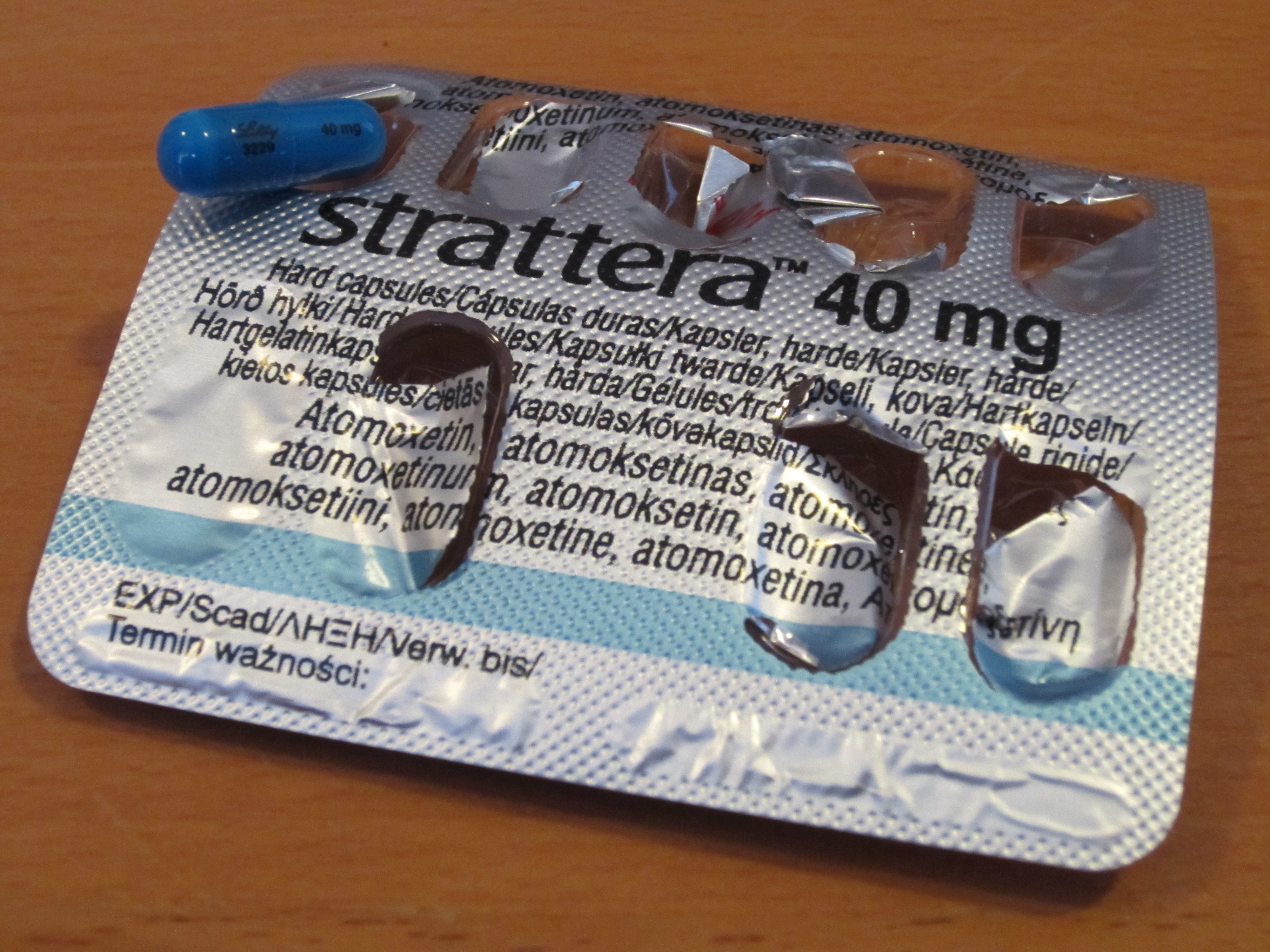
Blister z kapsułkami leku Strattera (atomoksetyna).

Istnieją dowody na efektywność metylofenidatu w redukowaniu symptomów ADHD u dzieci i młodzieży z ASD, jednakże ich jakość jest często niewysoka. Podobnie jest z atomoksetyną, którą próbuje się również łączyć (skutecznie) z interwencjami behawioralnymi. Dość obiecująco przedstawiają się wyniki badań nad agonistami receptorów α2-adrenergicznych: klonidyną, guanfacyną i lofeksydyną. W praktyce klinicznej stosowane są również leki na bazie amfetaminy, mimo braku badań z udziałem osób autystycznych.
Leki stosowane przy otępieniu
W terapii autyzmu wypróbowuje się również inhibitory acetylocholinesterazy (donepezil, galantamina, rywastygmina i takryna) oraz memantynę, które zwyczajowo stosowane są u pacjentów z objawami otępienia. Jednakże badania są mieszanej jakości metodologicznej. Najbardziej obiecujące wyniki daje galantamina (przy drażliwości, nadpobudliwości, wycofaniu społecznym), ale dowody nie są wysokiej jakości. Galantamina badana jest również w skojarzeniu z rysperydonem. Niejasna jest kwestia efektywności donepezilu i memantyny – potrzebnych jest więcej badań.
Pozostałe leki
Poza memantyną, badacze zainteresowani są także innymi lekami oddziałującymi na układ glutaminianergiczny. Nieliczne badania nie wykazują efektywności D-cykloseryny w wypadku osiowych objawów autyzmu. Dowody naukowe nie uzasadniają używania amantadyny (niekonkurencyjny antagonista receptora NMDA) w wypadku nadmiernej drażliwości (choć wyniki badania są niejednoznaczne). Nie wygląda na to, by AFQ056 (antagonista receptora mGLuR5) czy CX516 (pozytywny allosteryczny modulator receptora AMPA) były przydatne dla osób z zespołem łamliwego chromosomu X.
Nadzieje wiązane są też z lekami GABA-ergicznymi. Istnieją bardzo ograniczone dowody na efektywność arbaklofenu (agonista receptora GABAB). W wypadku pregnenolonu (neurosteroid, pozytywny allosteryczny modulator receptora GABAA) sytuacja jest jeszcze mniej jasna. Próbuje się wykorzystywać baklofen w skojarzeniu z rysperydonem. Bumetanid może pozytywnie wpływać na osiowe objawy autyzmu (wyniki badań są obiecujące, choć niejednoznaczne).
Badania nad zastosowaniem oksytocyny dają niejednoznaczne wyniki – potrzebne są replikacje. Poza tym, nie wiadomo, jakie skutki uboczne mogą wynikać ze stosowania leku przez dłuższy czas. Nadzieje wiąże się z wykorzystaniem wazopresyny w terapii osiowych objawów autyzmu (jedno badanie). Również wyniki badania nad balowaptanem (antagonista receptora wazopresyny) są obiecujące.
Obiecujące są wyniki kilku badań nad naltreksonem (drażliwość i nadpobudliwość), ale dowody nie są wysokiej jakości.
Melatonina może pomóc na problemy ze snem, występujące u dzieci (choć dowody są mieszanej jakości). Lek jest dobrze tolerowany. Połączenie farmakoterapii z terapią poznawczo-behawioralną (celowaną w problemy ze snem) może przynieść lepszy efekt.
Sapropteryna (BH4) raczej nie jest efektywna (dwa nieduże badania). Pojedyncze badania (RCT) prowadzone były również nad prednizolonem (obiecujące wyniki), mekamylaminą (brak efektu), minocykliną (pilotażowe, u osób z zespołem łamliwego chromosomu X).
Nie ma wysokiej jakości badań, które usprawiedliwiałyby terapię poprzez regulację poziomu testosteronu u osób z ASD. Zwraca się uwagę na potencjalnie groźne i nieodwracalne skutki uboczne, jakie mogą pojawić się u dzieci i młodzieży.

### Immunoterapia

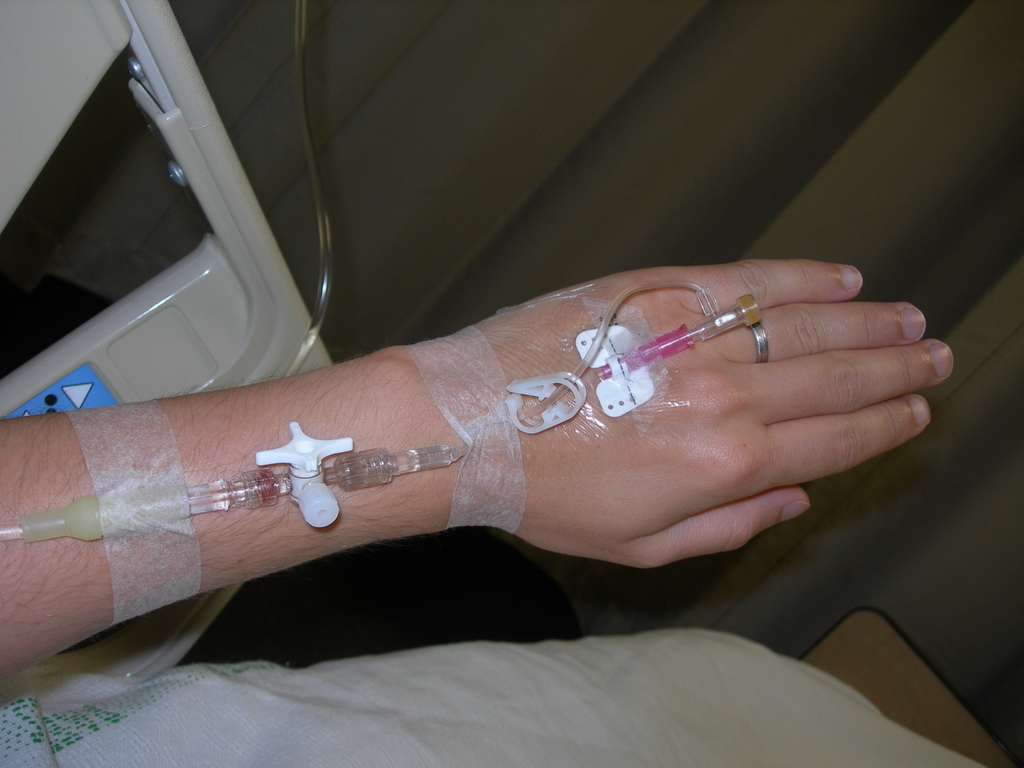
Preparaty immunoglobulin podawane są dożylnie. Brakuje badań potwierdzających efektywność w wypadku autyzmu.

Dysfunkcje immunologiczne i choroby autoummunologiczne wymienia się jako czynniki ryzyka rozwinięcia się autyzmu, ale dowody dotyczą przede wszystkim (części) matek i wpływu tych czynników podczas ciąży. U niektórych autystycznych dzieci, również odnotowuje się różne dysfunkcje (np. nieprawidłowe ilości komórek układu odpornościowego, cytokin i immunoglobulin; obecność przeciwciał przeciwneuronalnych). Część z nich ma wytłumaczenie immunogenetyczne, ale ich związek z ASD jest niejasny. W związku ze zróżnicowaną etiologią i obrazem zaburzeń na tle immunologicznym, proponowane są interwencje terapeutyczne, opierające się na różnych mechanizmach działania. Do tej pory nie udało się zidentyfikować skutecznej metody i dlatego stosowanie którejś z nich w praktyce uważane jest za kontrowersyjne.
Jedną z proponowanych metod dla dzieci jest dożylna terapia immunoglobulinowa (ang. intravenous immunoglobulin therapy), polegająca na dostarczeniu do organizmu preparatów zawierających immunoglobuliny. Nie ma badań o wysokiej jakości, które potwierdzałyby efektywność metody. Nieliczne badania, które istnieją, dają sprzeczne wyniki. Obiecująco przedstawiają się wyniki (pojedynczych) badań kojarzących rysperydon z lekami immunomodulującymi i przeciwzapalnymi (zakłada się, że stany zapalne, wywołane dysfunkcjami układu odpornościowego, mają wpływ na objawy ASD). Wśród badanych substancji znalazły się:minocyklina, pentoksyfilina, pioglitazon i celekoksyb. Badana jest także użyteczność kortykosteroidów oraz komórek macierzystych (i krwi pępowinowej).

### Chelatacja
Chelatacja, jako zabieg medyczny, stosowana jest w kontrolowanych warunkach (np. w szpitalu), przy ostrych zatruciach metalami ciężkimi. Jednakże metoda  promowana jest czasem w przypadku autyzmu (choć często przeprowadzana w sposób odbiegający od medycznego). Wykorzystywane są m.in. DMPS, DMSA i EDTA, choć prawie nie ma badań na ten temat ich efektywności w terapii autyzmu. Jedno, randomizowane badanie (o dość niskiej jakości) nie wykazało, by DMSA wpływało pozytywnie na objawy autyzmu u dzieci. Podejście nie jest zatem zalecane i uważane jest za kontrowersyjne.
Przestrzega się też przed korzystaniem z testów na obecność metali ciężkich w organizmie, oferowanych przez komercyjne laboratoria, np.
- badania moczu po użyciu chelatora – ze względu brak norm odpowiadających populacji;
- włosów – ze względu na brak jasnych norm i standaryzacji, często niską rzetelność pomiaru i możliwość łatwego zabrudzenia próbki;
- krwi – brak badań, potencjalnie niska wykrywalność;
- kału – brak badań[402][403][404][405][406][407].

Uzasadnieniem na stosowanie chelatacji mają być hipotezy, zakładające wpływ środowiskowych metali ciężkich na rozwój ASD.. Najczęściej wymienia się rtęć i ołów, które mają przyczyniać się do rozwoju zaburzenia bezpośrednio, gdy dostaną się do organizmu dziecka (np. ze szczepionek z tiomersalem lub z zanieczyszczonego środowiska, emitowane z elektrowni i fabryk) lub pośrednio, dostając się do organizmu matki w czasie ciąży (np. z plomb amalgamatowych i z zanieczyszczonego środowiska). Co do dowodów naukowych, to nie wykazuje się związku pomiędzy szczepieniami, a rozwojem autyzmu. Nie wygląda też na to, by plomby mogły stanowić zagrożenie. Badania nad wpływem metali ciężkich, pochodzących z zanieczyszczonego środowiska, dają niejednoznaczne wyniki. Większość badań obserwacyjnych wykazuje (niebezpośredni) związek pomiędzy zawartością metali ciężkich w środowisku, a zwiększoną częstotliwością występowania ASD – ale są to badania słabe metodologicznie (przekrojowe lub retrospektywne), które ograniczają możliwość wyciągania wniosków o związkach przyczynowo-skutkowych. Niejasny obraz dają również badania wykorzystujące pomiar zawartości metali ciężkich w organizmie (np. we włosach, krwi, moczu, mózgu czy zębach): tylko część z nich wskazuje na zwiększone stężenie metali ciężkich u dzieci z ASD. Choć meta-analizy, przeprowadzane na ich podstawie, pozwalają wykazać związek przynajmniej w wypadku niektórych z metali i biomarkerów, to badania te mają jednak sporo poważnych ograniczeń metodologicznych. Podsumowując, obecnie dowody na wpływ środowiskowych metali ciężkich na rozwój autyzmu, oceniane są jako słabe. Niektórzy badacze podejrzewają, że część matek (lub ich dzieci) może być bardziej podatnych na toksyczne działanie metali, ale badania są na wczesnym etapie.
Chelatacja (poza wykorzystaniem przy ostrych zatruciach) uznawana jest za kontrowersyjną, gdyż przez niektórych jej zwolenników, promowana jest (bezpodstawnie) jako metoda skuteczna w wypadku szeregu różnych zaburzeń np. miażdżycy, choroby wieńcowej serca i różnych chorób naczyń obwodowych, a także przy: zapaleniu stawów, stwardnieniu rozsianym, chorobie Parkinsona, łuszczycy, chorobie Alzheimera, a nawet na problemy z widzeniem, słuchem, węchem, koordynacją mięśni i potencją seksualną.
Inne substancje jako chelatory
Niektórzy zwolennicy metody stosują substancje nie uznawane za leki w terapii zatrucia metalami. Jedną z nich kwas alfa liponowy (ALA), znany głównie ze złożonej roli w obniżaniu stresu oksydacyjnego (choć może mieć również właściwości chelatujące metale). Nie ma jednak badań, które potwierdzałyby jakąkolwiek skuteczność ALA, jako chelatora, w terapii autyzmu. Podobnie jest ze stanem badań nad fursultiaminą (TTFD; disiarczkowa pochodna tiaminy), glutationem, czy spożywaniem pokarmów zawierających siarkę (czosnek, brokuły) lub suplementacją aminokwasami, które ją zawierają (metionina, tauryna). Nie ma także dowodów naukowych na skuteczność terapii łączących różne sposoby chelatacji, jak tzw. protokół DAN! (ang. Defeat Autism Now!; Pokonaj Autyzm Teraz!).
Nie ma żadnych badań dotyczących skuteczności zeolitów i tzw. glinek medycznych (np. kaolin, bentonit, pałygorskit) w terapii autyzmu.
Przestrzega się przed używaniem, silnie toksycznego, roztworu chlorynu sodu, który promowany bywa jako środek wzmacniający układ odpornościowy lub „oczyszczający organizm z toksyn” (zob. Miracle Mineral Solution).

### Pozostałe podejścia biomedyczne

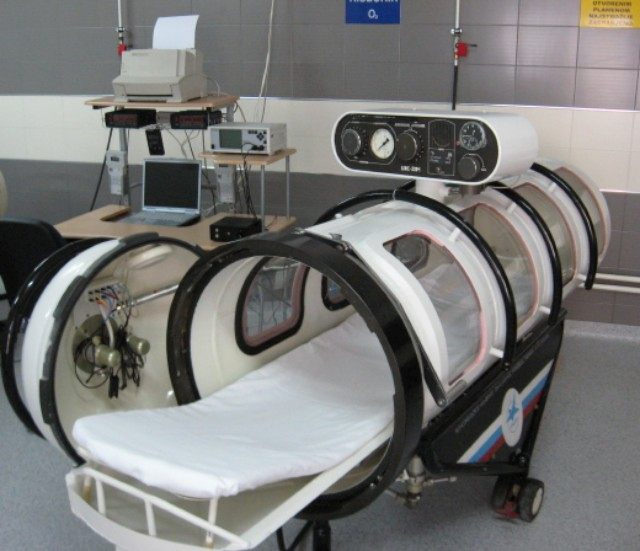
Przykład jednoosobowej komory hiperbarycznej, wykorzystywanej w tlenoterapii hiperbarycznej. W przypadku autyzmu, nie ma wystarczających dowodów na jej skuteczność.

Zwolennicy stosowania tlenoterapii hiperbarycznej wierzą, że interwencja, poprzez poprawę perfuzji mózgowej i zmniejszenie stanów zapalnych, może obniżyć nasilenie niektórych objawów autyzmu (jak słaby kontakt wzrokowy, słabe uspołecznienie czy rozkojarzenie). Badania naukowe, generalnie, nie potwierdzają skuteczności metody i obecnie nie jest zalecana.
Obiecująco przedstawiają się wyniki badań nad efektywnością przezczaszkowej stymulacji magnetycznej, ale potrzeba więcej eksperymentów o wysokiej jakości.
Rozpatruje się możliwość używania terapii elektrowstrząsowej, przy utrzymujących się opornych objawach katatonicznych, ale nie ma badań o wysokiej jakości na ten temat.

## Dieta i suplementacja diety
Wśród osób autystycznych często występują problemy żywieniowe. Część z nich związanych jest z nieprawidłowościami w przyjmowaniu pokarmów. Za najczęstszą uznaje się wysoką selektywność w doborze pokarmu (42-61% wszystkich nieprawidłowości) np. ze względu na teksturę pożywienia, jego typ (konkretny posiłek lub marka), temperaturę, wygląd czy okoliczności w jakich jest podawany. Przy znacznym natężeniu problemu może zostać zdiagnozowane zaburzenie polegające na ograniczaniu/unikaniu przyjmowania pokarmów (ang. avoidant/restrictive food intake disorder). Przyczyny tych problemów są zazwyczaj złożone: mogą mieć podłoże behawioralne (niechęć do zmiany przyzwyczajeń, negatywne przeżycia związane z przyjmowaniem danego typu jedzenia, brak umiejętności odpowiedniego spożywania lub przyrządzania posiłków) lub somatyczne (problemy żołądkowo-jelitowe: refluks żołądkowo-przełykowy, chroniczne zaparcia, bóle brzucha, wzdęcia czy rozwolnienia; zapalenie przewodu pokarmowego i nieprawidłowości w jelitowym układzie nerwowym). Możliwe, że problemy te wchodzą w interakcję, np. niechęć do spożywania pokarmów bogatych w błonnik, może skutkować zaparciami i wzdęciami, co wzmacnia niechęć do jedzenia. Potencjalnym następstwem zbyt silnej selektywności w diecie mogą być niedobory żywieniowe, anemia, utrata wagi ciała, otyłość, a nawet zatrzymanie rozwoju (u dzieci). Dysfunkcje żywieniowe i problemy towarzyszące im, mogą skłaniać dzieci i młodzież do izolowania się od rówieśników (negatywny wpływ na rozwój umiejętności społecznych). Podejrzewa się, że mogą też nasilać drażliwość i zachowania trudne (co przy dużym nasileniu utrudnia nabywanie nowych umiejętności w ogóle), ale wyniki badań są niejednoznaczne. Poza tym, problemy związane z karmieniem u dzieci mogą przerodzić się w zaburzenia odżywania u młodzieży i dorosłych. Innymi, rzadziej występującymi zaburzeniami związanymi z przyjmowaniem pokarmu są zespół przeżuwania czy, groźna dla życia, pica.
Choć problemy gastryczne i jelitowe są częste wśród osób z ASD (różne szacunki: 47%, 9-70%, 9-91% osób), to ich związek z autyzmem jest niejasny. Nie powinny być one traktowane jako osiowy objaw ASD: generalnie nie stwierdza się związku pomiędzy występowaniem problemów żołądkowo-jelitowych, a nasileniem autyzmu. Chroniczne problemy w funkcjonowaniu układu pokarmowego są jednak związane z częstszym występowaniem zaburzeń współwystępujących (lękowych, depresyjnych, zachowania czy snu). Niektórzy badacze podejrzewają, że wśród autystów mogą istnieć specyficzne grupy, u których symptomy autystyczne są powiązane z problemami żołądkowo-jelitowymi i mogą się one objawiać m.in. stanami zapalnymi (z lub bez autoimmunizacji), alergiami pokarmowymi, słabym trawieniem niektórych białek, zwiększoną przepuszczalnością jelit (nie mylić z tzw. syndromem nieszczelnego jelita) czy zaburzeniami bioty bakteryjnej jelit. Ustalenia te są jednak na wczesnym etapie: nie jest jasne, które problemy są rzeczywiście charakterystyczne dla ASD, jaki jest ich związek z zaburzeniem, ani jaką terapię należałoby stosować. Postuluje się o więcej badań, również ze względu na popularność niesprawdzonych, obciążających (i potencjalnie niezdrowych) diet.

### Diety eliminacyjne
Część osób z ASD może cierpieć z powodu nietolerancji glutenu (np. celiakii) i w takich przypadkach stosowanie diety bezglutenowej jest zalecane. Obecnie nie ma jednak uzasadnienia dla stosowania diety w przypadku reszty populacji (mieszane dowody o słabej jakości). Hipotezy, które mają usprawiedliwiać stosowanie diety bezglutenowej i bezkazeinowej u osób z ASD (nadmiar opioidów mleka i pszenicy, spowodowany niedoborem enzymów trawiennych lub tzw. syndromem nieszczelnego jelita) również nie zostały potwierdzone.

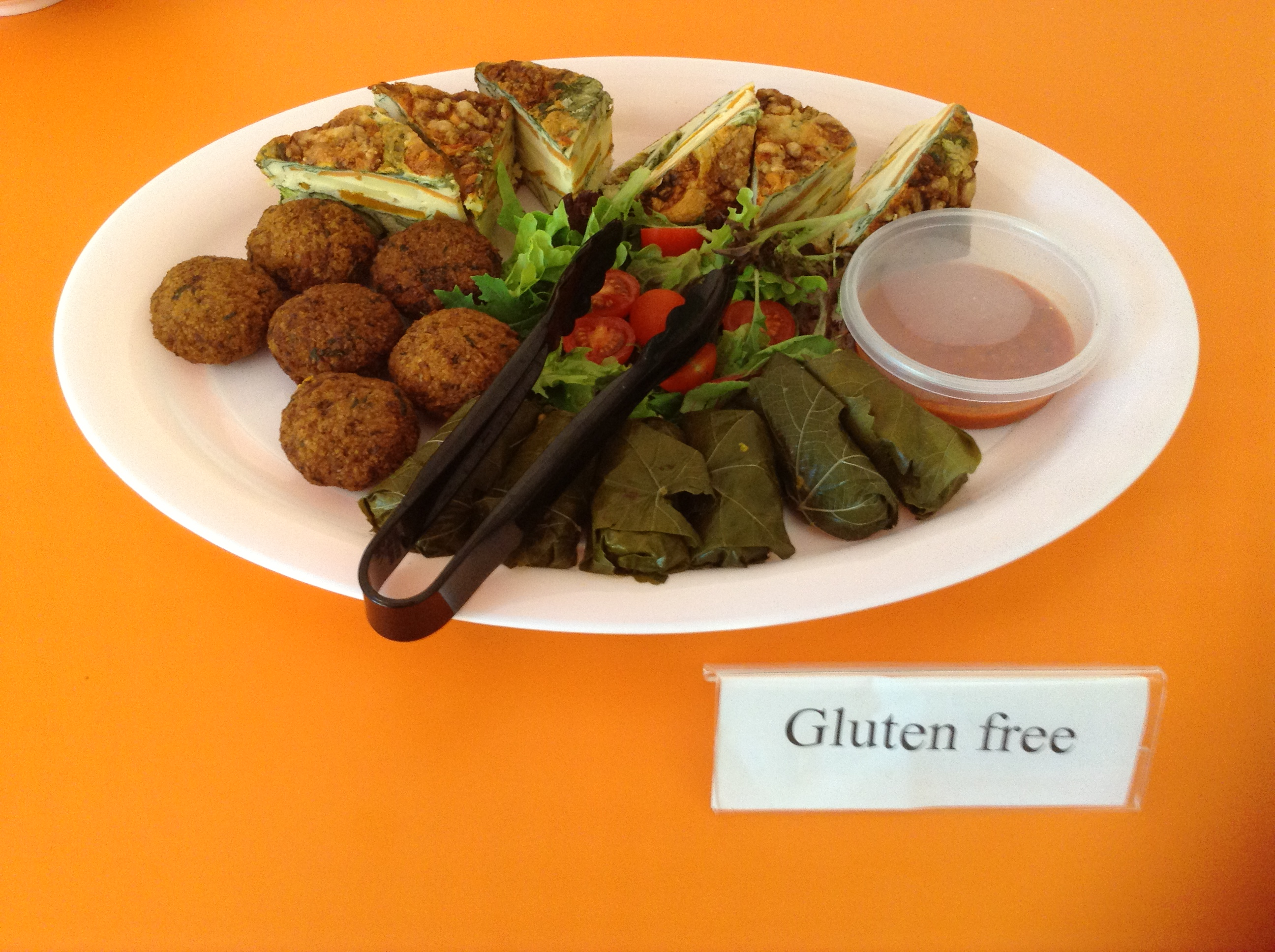
Dieta bezglutenowa powinna być stosowana po stwierdzeniu nietolerancji glutenu. Nie ma uzasadnienia dla stosowania jej w innym wypadku.

Nie ma dowodów na efektywność diety Feingolda przy autyzmie. Brakuje dowodów w wypadku diety ketogenicznej (dieta wysokotłuszczowa i niskowęglowodanowa) i diety przeciwgrzybiczej (eliminacja pożywienia zawierającego drożdże lub składników pobudzających je do wzrostu), a także: diety GAPS, diety specyficznych węglowodanów, diety detoksykacyjnej, diety W. Price'a, diety paleolitycznej, diety bezfenolowej, diety serotoninergicznej oraz diet ubogich w kwas szczawiowy, puryny czy salicylany. Część ze wspomnianych diet jest nienaukowa (tezy uzasadniające stosowanie diety są sprzeczne z wiedzą naukową).

### Suplementy diety
Część osób z ASD może mieć problemy metaboliczne lub niedobory żywieniowe. Nie jest jasny ich związek z autyzmem (np. czy niedobry wynikają ze specyficznych preferencji pokarmowych niektórych autystów czy z problemów gastrycznych), ani jakiej liczby osób dotyczą. Nie wiadomo czy suplementacja diety daje większe korzyści niż te, która przyniosłaby osobom bez ASD.
Nie jest jasne czy kwasy omega 3 wpływają na zmniejszenie niektórych symptomów autystycznych (mieszane wyniki badań przemawiające raczej na niekorzyść interwencji). Podobnie jest w wypadku metylokobalaminy (metylowana witamina B12) i L-karnityny (dwa badania o niewysokiej jakości) czy witaminy D3 (dwa badania). Nie wygląda na to, by suplementacja witaminą B6 i magnezem wpływała na objawy ASD (mieszane wyniki). Dimetyloglicyna też zdaje się nie być efektywna (słabe dowody). Nie wiadomo, czy stosowanie preparatów multiwitaminowo-mineralnych daje jakieś dodatkowe korzyści osobom autystycznym.
Nie wygląda na to, by N-acetylocysteina była przydatna (w badaniach nie potwierdza się jej efektywność, ale dowody są dość słabej jakości). Pojedyncze badania (RCT) dotyczą witaminy B9 (obiecujące wyniki) i sulforafanu. Bada się też przydatność luteoliny (flawonoid) i L-karnozyny.
Nie wiadomo czy mleko wielbłądzie jest efektywne przy ASD (mieszane wyniki, potrzebne są replikacje).
Pojedyncze badania RCT dotyczą efektywności podawania enzymów trawiennych (mieszaniny papainy i pepsyny i innych proteaz), ale ich wyniki są mieszane. Wyniki badań wykazują, że sekretyna nie wpływa na osiowe objawy autyzmu.
Bada się skutki terapii celującej w polepszenie bioty jelitowej autystów (poprzez podawanie prebiotyków, probiotyków, a także przeszczepienie flory kałowej), ale jest zbyt mało badań, by móc wyciągać wnioski o efektywności.

## Medycyna alternatywna
Część osób decyduje się na korzystanie z metod z tzw. medycyny komplementarnej i alternatywnej, pomimo braku (lub słabych) dowodów na ich efektywność. Do najczęściej stosowanych należą specjalne diety (np. bezglutenowa) i suplementacja (np. witamy podawane w ogromnych dawkach) – szczególnie u dzieci, które mają problemy gastryczne (co może częściowo tłumaczyć popularność tych metod).
Można spotkać się również z:
- interwencjami opierającymi się na: tzw. integracji sensorycznej,
- terapiami ciała i umysłu (ang. mind-body therapy, np. akupunktura),
- chiropraktyką i terapią czaszkowo-krzyżową,
- zooterapią
- „detoksykacją” organizmu (np. chelatacja)[38][39][456].

Pomimo popularności metod opartych na chiropraktyce, prawie nie ma badań dotyczących tej metody, a nieliczne, które istnieją, mają poważne ograniczenia metodologiczne.
Mieszane wyniki dają badania nad akupunkturą: generalnie eksperymenty o wyższej jakości metodologicznej (np. stosujące porównania do grupy z pozorowanym zabiegiem), wskazują na brak efektu leczniczego. Poważnym ograniczeniem dla możliwości wyciągania wniosków o efektywności jest duże zróżnicowanie metod przeprowadzania zabiegu, brak pełnego zaślepienia podczas badań i fakt, że większość z nich  przeprowadzanych jest na jednym kraju (w Chinach).

## Raporty eksperckie
W związku z dużą liczbą dostępnych interwencji, badacze, zrzeszeni w projektach eksperckich (np. National Standards Project, National Professional Development Center czy Research Autism), dokonują ewaluacji najpopularniejszych podejść. Powstałe raporty oparte są na systematycznych przeglądach badań naukowych, wraz z materiałami o skutecznych interwencjach, udostępniane są bezpłatnie i kierowane są do szerszej publiczności (tj. nie tylko do naukowców). W raportach uwzględniania się również badania o względnie niskiej jakości metodologicznej (np. opartych na jednopodmiotowym schemacie eksperymentalnym, quasi-eksperymentalnych lub zawierających małe grupy, bez porównań do grupy z aktywnym leczeniem lub placebo).

### Raport NSP – dzieci, młodzież i młodzi dorośli
W raporcie National Standards Project, interwencje podzielono na trzy grupy: interwencje o potwierdzonej skuteczności, obiecujące oraz o niepotwierdzonym działaniu. Autorzy raportu zastrzegają, że jeśli jakaś metoda nie została uwzględniona, to oznacza, że nie było dostępnych badań, pozwalających na ocenę. Metody takie należy uznawać za nieskuteczne.

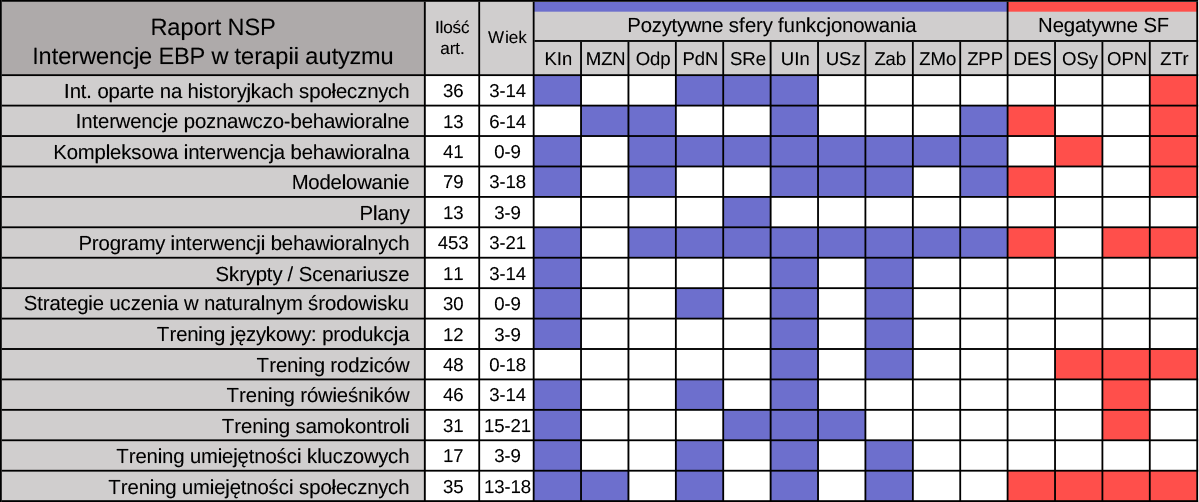
KIn – komunikacja interpersonalna; MZN – możliwości zmniejszenia nadzoru (np. w placówce edukacyjnej, w domu); Odp – odpowiedzialność za siebie (umiejętności życiowe); PdN – przygotowanie do nauki (słuchanie poleceń, możliwość siedzenia w skupieniu); SRe – samoregulacja (zarządzanie swoim zachowaniem, by osiągnąć wyznaczony cel); UIn – umiejętności interpersonalne; USz – umiejętności szkolne; Zab – zabawa (samodzielna; w typowy, prawidłowy sposób); ZMo – zdolności motoryczne; ZPP – złożone procesy poznawcze (np. rozwiązywanie problemów, myślenie krytyczne, zadania związane z teorią umysłu). DES – dysregulacja emocjonalna i sensoryczna (np. ignorowanie bodźców, zaburzenia snu, lęk, depresja); OSy – ogólne symptomy (autystyczne lub braki psychoedukacyjne z nich wynikające); OPN – ograniczone, powtarzalne, niefunkcjonalne wzorce zachowań, zainteresowań i aktywności; ZTr – zachowania trudne (np. agresja, samouszkodzenia, niewłaściwie zachowania seksualne).

1. Do interwencji o potwierdzonej skuteczności zaliczono:
  - interwencje oparte na historyjkach obrazkowych (ang. story-based intervention)
  - interwencje poznawczo-behawioralne (ang. cognitive behavioral intervention package)
  - kompleksową interwencję behawioralną dla małych dzieci (ang. comprehensive behavioral treatment for young children)
  - modelowanie (ang. modeling)
  - plany (ang. schedules)
  - interwencje behawioralne (ang. behavioral interventions)
  - skrypty / scenariusze (ang. scripting)
  - strategie uczenia w naturalnym środowisku (ang. natural teaching strategies)
  - trening językowy: produkcja (ang. language training: production)
  - trening rodziców (ang. parent training)
  - trening rówieśników (ang. peer training package)
  - trening samokontroli (ang. self-management)
  - trening umiejętności kluczowych (ang. pivotal response training)
  - trening umiejętności społecznych (ang. social skills package)
2. Do obiecujących interwencji, które wymagają więcej badań, zaliczono:
  - narzędzia wspomagającej i alternatywnej komunikacji (ang. augmentative and alternative communication devices)
  - podejścia rozwojowe oparte na relacji (ang. developmental relationship-based treatment)
  - ćwiczenia / wysiłek fizyczny
  - terapię ekspozycyjną / trening odwrażliwiania / desensytyzację
  - trening komunikacji funkcjonalnej (ang. functional communication training)
  - interwencje oparte na imitacji (ang. imitation-based intervention)
  - trening inicjowania (ang. initiation training)
  - trening językowy: produkcja i rozumienie (ang. language training: production and understanding)
  - terapie masażem / stymulacja czucia głębokiego
  - pakiety wielokomponentowe (ang. multi-component package)
  - muzykoterapię
  - PECS (ang. Picture Exchange Communication System)
  - pakiet redukcyjny / redukowanie zachowań trudnych bez jednoczesnego nauczania alternatywnych zachowań pożądanych (ang. reductive package)
  - nauczanie znaków / język migowy (ang. sign instruction)
  - interwencje nakierowane na komunikację społeczną (ang. social communication intervention)
  - uczenie ustrukturyzowane, np. TEACCH (ang. structured teaching)
  - interwencje oparte na technologii (m.in. programy, gry komputerowe)
  - trening teorii umysłu
3. Interwencje o niepotwierdzonym działaniu, które zostały wymienione w raporcie, to:
  - terapie z udziałem zwierząt
  - treningi integracji słuchowej (ang. auditory integration training)
  - mapowanie konceptów / mapy myśli (ang. concept mapping)
  - DIR/Floor Time
  - ułatwiona komunikacja (ang. facilitated communication)
  - dieta bezglutenowa i bezkazeinowa
  - interwencje bazujące na ruchu (np. choreoterapia, metoda Dennisona)
  - interwencje oparte na dramie, zajęcia teatralne (ang. SENSE theatre intervention)
  - pakiety interwencji sensorycznych / integracja sensoryczna
  - terapia szokami elektrycznymi (ang. shock therapy)
  - społeczno-behawioralna strategia uczenia (ang. social behavioral learning strategy)
  - interwencja społeczno-poznawcza (ang. social cognition intervention)
  - program „Social Thinking”[22][23].

#### Raport NSP –  dorośli (powyżej 22 roku życia).
Jest niewiele badań nad skutecznością terapii w wypadku osób dorosłych. Jako skuteczne, National Standards Project oceniło metody z grupy programów interwencji behawioralnych (ang. behavioral interventions). Metody te opierają się na stosowanej analizie behawioralnej, interwencjach opartych na bodźcach poprzedzających (ang. antecedent based interventions).
Przykładowe metody (często stosowane razem, po dwie lub trzy), to:
- podpowiedzi (ang. prompting)
- wygaszanie reakcji ucieczkowych lub reakcji na bodźce sensoryczne (ang. escape extinction, sensory extinction)
- wzmacnianie różnicujące zachowań niekompatybilnych (ang. differential reinforcement of incompatible behavior)
- wzmacnianie różnicujące zachowań alternatywnych (ang. differential reinforcement of alternative behavior)
- wybór (ang. choice)
- trening komunikacji funkcjonalnej (ang. functional communication training)
- wzmacnianie różnicujące zachowań alternatywnych (ang. differential reinforcement of alternative behavior)
- korekta błędów (ang. error correction)
- blokowanie (ang. blocking)
- przerywanie reakcji (ang. response interruption)
- reprymendy (ang. reprimand)
- hiperkorekcja (ang. overcorrection)
- budowanie relacji (ang. rapport building)
- dokonywanie wyboru (ang. choice making)

Wykazano, że osoby poddane interwencjom z tej grupy uzyskują poprawę w obszarach:
- komunikacji interpersonalnej
- odpowiedzialności za siebie (umiejętności życiowe)
- samoregulacji (zarządzanie swoim zachowaniem, by osiągnąć wyznaczony cel)
- zachowań trudnych (np. agresja, samouszkodzenia, niewłaściwie zachowania seksualne)

Programy przygotowujące do podjęcia pracy zawodowej (ang. vocational training), zostały ocenione jako interwencje obiecujące (wymagane jest więcej badań).
Jako metody nieskuteczne oceniono:
- interwencje poznawczo-behawioralne (ang. cognitive behavioral intervention package)
- modelowanie
- muzykoterapię
- terapię integracji sensorycznej

Z powodu braku danych, inne podejścia nie zostały uwzględnione i należy je traktować jako nieefektywne.

### Raport NPDC (i projekt AFIRM) – dzieci, młodzież i młodzi dorośli
AFIRM (ang. Autism Focused Intervention Resources and Modules), to projekt strony internetowej, na której umieszczone zostały materiały edukacyjne o 27 interwencjach o potwierdzonej skuteczności. Informacje bazują m.in. na raportach National Professional Development Center on Autism Spectrum Disorder.

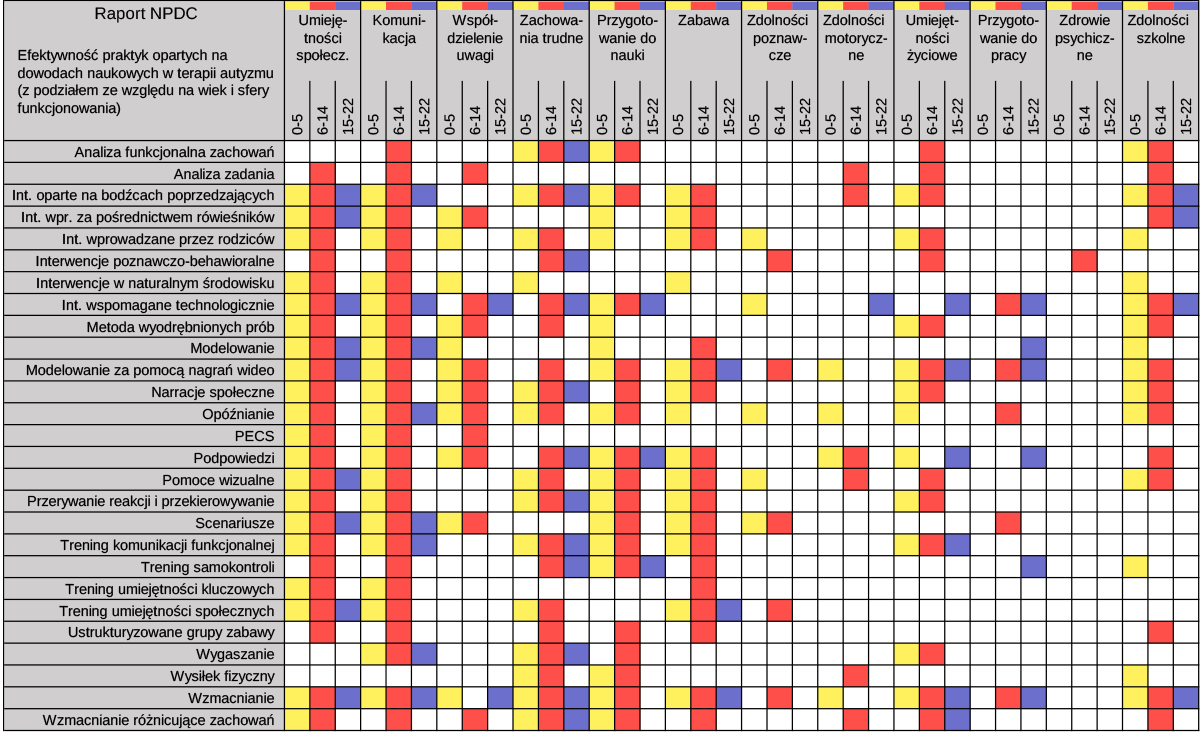
Efektywność praktyk opartych na dowodach naukowych, z podziałem ze względu na wiek i sfery funkcjonowania.

Twórcy projektu, wśród interwencji o potwierdzonej skuteczności, wymieniają:
- analiza funkcjonalna zachowań (ang. functional behavior assessment)[462]
- analiza zadania (ang. task-analysis)[463]
- interwencje oparte na bodźcach poprzedzających (ang. antecedent based intervention)[464]
- instrukcje i interwencje wprowadzane za pośrednictwem rówieśników (ang. peer-mediated instruction and intervention)[465]
- interwencje wprowadzane przez rodziców (ang. parent-implemented intervention)[466]
- interwencje poznawczo-behawioralne (ang. cognitive behavioral intervention)[467]
- interwencje w naturalnym środowisku (ang. naturalistic intervention)[468]
- interwencje wspomagane technologicznie (ang. technology-aided instruction and intervention)[469]
- metoda wyodrębnionych prób (ang. discreate trial teaching)[470]
- modelowanie (ang. modeling)[471]
- modelowanie za pomocą nagrań wideo (ang. video modeling)[472]
- narracje społeczne (ang. social narratives)[473]
- opóźnianie (ang. time delay)[474]
- PECS (ang. Picture Exchange Communication System)[475]
- podpowiedzi (ang. prompting)[476]
- pomoce wizualne (ang. visual support)[477]
- przerywanie reakcji i przekierowywanie (ang. response interruption and redirection)[478]
- scenariusze (ang. scripting)[479]
- trening komunikacji funkcjonalnej (ang. functional communication training)[480]
- trening samokontroli (ang. self-management)[481]
- trening umiejętności kluczowych (ang. pivotal response training)[482]
- trening umiejętności społecznych (ang. social skills training)[483]
- ustrukturyzowane grupy zabawy (ang. structured play group)[484]
- wygaszanie (ang. extinction)[485]
- wysiłek fizyczny (ang. exercise)[486]
- wzmacnianie (ang. reinforcement)[487]
- wzmacnianie różnicujące zachowań alternatywnych, niekompatybilnych i innych (ang. differential reinforcement of alternative, incompatible or other behavior, DRA/I/O)[488][489].

### OcenyResearch Autism
Research Autism, to brytyjski serwis z informacjami opartymi na dowodach naukowych. Podobnie jak wypadku opisanych wcześniej raportów, ocenie podlega jakość dowodów świadczących o efektywności danej metody, choć w porównaniu do NPDC, większy nacisk kładziony jest na badania z grupą porównawczą. Autorzy zastrzegają, że osoby z zaburzeniami ze spektrum są bardzo różne, więc nawet najwyższa ocena danej interwencji, nie gwarantuje skuteczności. W wypadku dużej niejasności, dowody mogą zostać ocenione jako niejednoznaczne lub niewystarczające. Odnotowywany jest także brak jakichkolwiek dowodów pozwalających na ocenę. W przypadku podejść, które są zbyt różnorodne (np. terapia zajęciowa) autorzy mogą wskazać na brak możliwości wydania oceny. Ponadto, zwrócono uwagę na ewentualne skutki uboczne wybranych interwencji. Najważniejszą zmianą, w porównaniu do wcześniejszych raportów, jest jednak ocena interwencji biomedycznych (terapii lekami, diet eliminacyjnych, suplementacji żywieniowych).
Poniżej znajduje się zestawienie ocenionych metod (interwencje potencjalnie niebezpieczne lub związane z ryzykiem wystąpienia skutków ubocznych oznaczone zostały za pomocą indeksu [!]).

#### Interwencje psychospołeczne, edukacyjne i rehabilitacyjne
1. Bardzo mocne dowody naukowe na efektywność
  - Terapia poznawczo-behawioralna – znaczna ilość wysokiej jakości dowodów na efektywność przy zaburzeniach lękowych u dzieci w wieku szkolnym i młodzieży (o IQ wynoszącym przynajmniej 70). Terapeuci muszą być odpowiednio przeszkoleni, a terapia dostosowana do osób autystycznych[15].
2. Mocne dowody na efektywność
  - Grupowe treningi umiejętności społecznych – mocne dowody w wypadku dzieci i młodzieży o ilorazie inteligencji nie mniejszym od przeciętnego, rozwiniętych językowo i chętnych do brania udziału w zajęciach. Mniej jest badań z udziałem dorosłych[14].
  - PECS – niewielka ilość dowodów (o wysokiej i niskiej jakości) wskazuje na efektywność metody w polepszaniu komunikacji u niewerbalnych dzieci. Pomimo prostoty metody, lepiej żeby była wdrażana przez przeszkoloną osobę[493].
  - Program TEACCH – nieduża ilość wysokiej i niskiej jakości badań. Wyniki: poprawa w zakresie komunikacji i interakcjach społecznych, a także zdolności poznawczych i motorycznych (u dzieci); u rodzin – mniejszy stres i lepsze samopoczucie[142].
  - Trening umiejętności kluczowych – mocne dowody na pozytywny wpływ na kluczowe umiejętności rozwojowe (np. językowe) u niektórych dzieci. Atutem metody jest możliwość przeszkolenia rodziców i nieautystycznych rówieśników[132].
  - Wczesna intensywna interwencja behawioralna – mocne dowody w wypadku modelu UCLA YAP. Należy rozważyć stosunek korzyści do ewentualnych obciążeń (intensywność, stres, czasochłonność,  koszty, wpływ na rodzinę). Ważne jest indywidualne podejście do dziecka[74].
3. Ograniczone dowody na efektywność
  - DIR/Floor Time – możliwe, że metoda polepsza jakość relacji rodzic-dziecko (dowody ograniczone)[175].
  - Metoda wyodrębnionych prób – użyteczna przy nauce ściśle określonych zachowań i umiejętności, ale w ramach szerszego programu interwencji. Brak jest dowodów na szkodliwość metody, choć część osób z autyzmem (lub ich rodziców) uważa, że jest zbyt intensywna[68].
  - Muzykoterapia – ograniczona liczba dowodów o niskiej jakości, wskazujących na poprawę umiejętności komunikacji i społecznych (choć w ograniczonym stopniu) u dzieci i młodzieży[320].
  - Program LEAP[o] – niewielka ilość dowodów o wysokiej i niskiej jakości. Metoda może zwiększać umiejętności komunikacyjne u dzieci. Dzieciom wprowadzanym do szkół powinno być zapewnione odpowiednie wsparcie[145].
  - Programy wsparcia zawodowego – ograniczona liczba dowodów o niskiej jakości wskazuje na zwiększenie zatrudnienia wśród niektórych osób dorosłych. Nie ma wystarczających dowodów o wysokiej jakości, aby ustalić, czy poprawia się ogólną jakość życia[334].
  - Terapie z udziałem koni[p] – dowody na efektywność terapeutycznej jazdy konnej (komunikacja, interakcje społeczne i koncentracja; nadpobudliwość i drażliwość) u dzieci i młodzieży. Niewystarczające dowody dla hipoterapii i brak – dla psychoterapii z udziałem koni[271].
  - Trening teorii umysłu – nabyte umiejętności rzadko lub wcale nie przenoszą się na sytuacje poza terapią. Nie jest jasne, czy można je utrzymać i doskonalić w perspektywie długoterminowej[197].
4. Niewystarczająca ilość dowodów naukowych lub niejednoznaczne wyniki badań
  - Historyjki obrazkowe/społeczne (ang. social stories) – dowody o wysokiej jakości są niejednoznaczne; te o niskiej – wskazują na ograniczenie zachowań trudnych i zwiększenie interakcji społecznych u dzieci. Zalecane jest przestrzeganie 10 kryteriów Gray[q] podczas tworzenia historyjek[494].
  - Metoda kolorowych filtrów H. Irlen – słabe jakościowo, ograniczone dowody na efektywność przy trudnościach z czytaniem i rozpoznawaniem emocji u innych osób[319].
  - Modelowanie za pomocą nagrań wideo – nieliczne badania o wysokiej jakości dają niejednoznaczne wyniki. Znaczna ilość dowodów o niskiej jakości, wskazuje, że metoda może być skutecznym sposobem nauki różnorodnych zachowań i umiejętności, w wypadku dzieci[495].
  - Nauczanie środowiskowe (ang. milieu teaching) – niewystarczająca ilość badań o wysokiej jakości. Być może kluczowe elementy metody (np. modelowanie, mandowanie[r] i opóźnianie), włączone do szerszych programów, pomogą w komunikacji i umiejętnościach społecznych u dzieci[95].
  - Pies towarzyszący[s] – psy mogą zwiększyć bezpieczeństwo dzieci i ich tolerancji na zwierzęta; dają możliwości interakcji społecznych i zmniejszają stres u rodziców. Jednakże przez bardzo złą jakość badań, nie wiadomo czy te efekty są rzeczywiste[270].
  - Plany wizualne (ang. visual schedules) – brakuje wysokiej jakości dowodów (przy osiowych objawach autyzmu); kilka o bardzo niskiej jakości wskazuje na zwiększenie samodzielności. Dzieci muszą umieć używać planów i robić to chętnie. Polecane ze względu na prostotę[496].
  - Pomoc środowiskowa Portage[t] – bardzo mało dowodów w wypadku rodzin z dziećmi autystycznymi, więcej w wypadku innych dzieci. Są pewne dowody na pozytywne działanie pomocy portage, ale może być ona mniej skuteczna od innych wczesnych interwencji[497].
  - Program rozwoju relacji (RDI) – dostępne badanie posiada na tyle poważne słabości metodologiczne, że nie można go uznać za naukowo wiarygodny dowód[156].
  - Przedmioty obciążeniowe (kołdry, kamizelki) – mała ilość badań (o różnej jakości i tylko na dzieciach), które dają niejednoznaczne wyniki. Stosowanie przedmiotów w nieodpowiedni sposób może być niebezpieczne[u]. Zaleca się przestrzeganie zasad bezpieczeństwa[k][303].
  - Terapia integracji sensorycznej – niewielka ilość badań o wysokiej i niskiej jakości, których wyniki są niejednoznaczne. Interwencję należy poprzedzić oceną wrażliwości sensorycznej. Cele powinny być jasno zdefiniowane na początku i monitorowane w trakcie trwania terapii[302].
  - Terapia przytrzymywania[!] – słaba i niepotwierdzona teoria. Brak dowodów o wysokiej jakości na skuteczność. Istnieją liczne, poważne doniesienia o szkodliwości[v]. Przymus stosowany w metodzie stwarza wiele potencjalnych problemów[192].
  - Terapia z udziałem delfinów[!] – ze względu na niską jakość niewielu badań nie da się ustalić efektywności. Metoda wiąże się z potencjalnymi zagrożeniami (agresja delfinów i choroby). Dostępne są alternatywne, znaczne tańsze i mniej ryzykowne metody[272].
  - Terapia życia codziennego (ang. daily life therapy) – niemal nie ma badań (jedno bardzo małe studium przypadku). Możliwe, że niektóre elementy podejścia (aktywność fizyczna, struktury i procedury) mogą być korzystne dla niektórych dzieci i młodzieży[498].
  - Treningi integracji słuchowej (np. Tomatisa lub Bérarda) – słaba i niepotwierdzona teoria. Brak wysokiej jakości dowodów lub niewystarczające (przy osiowych objawach autyzmu, przetwarzaniu słuchowym lub na inne korzyści). Istnieją dowody wskazujące na brak efektywności metody Bérarda. Podejście niezalecane, również ze względu na potencjalnie wysokie koszty terapii[314].
  - Uczenie incydentalne (ang. incidental teaching)[w] – są wystarczające dowody wskazujące na poprawę komunikacji (mowa i język migowy), ale tylko gdy metoda używana jest w złożonych, kompleksowych programach[133].
5. Ograniczone dowody wskazujące na brak efektywności
  - Metoda ułatwionej komunikacji[!] – są dowody na brak efektywności, a rzekoma poprawa w jest prawdopodobnie skutkiem nieświadomego działania osoby pomagającej[f]. Istnieje ryzyko spowodowania szkód[x][213].
6. Brak jakichkolwiek dowodów naukowych pozwalających na ocenę
  - Metoda Opcji (metoda Kaufmanów, Son-Rise) – prawie nie ma badań (jedynie dwa bardzo słabe badania jakościowe) nad metodą Son-Rise[152].
7. Brak możliwości oceny
  - Grupy rzecznicze lub samorzecznicze – zbyt różnorodne typy grup i brak pomiaru efektywności w badaniach nie pozwalają na wystawienie oceny[499].
  - Stosowana analiza zachowania – interwencje i programy opierające się na SAZ są zbyt zróżnicowane. Istnieją jednak mocne dowody na efektywność niektórych indywidualnych interwencji. Część osób autystycznych ma negatywne nastawienie do podejścia[75].
  - Terapia zajęciowa – podejście zbyt różnorodne. Istnieją dowody o wysokiej jakości wskazujące, że niektóre wieloskładnikowe programy terapeutyczne (zawierające elementy terapii zajęciowej), mogą przynieść pewne korzyści niektórym osobom[500].
  - Treningi językowe/komunikacji – podejście zbyt zróżnicowane, np. są dowody popierające PECS, ale nie wiadomo jak jest z językiem migowym[501].

#### Interwencje biomedyczne
Research Autism dokonuje też ocen interwencji biomedycznych (leki, diety, zabiegi medyczne). Interwencje potencjalnie niebezpieczne lub związane z ryzykiem wystąpienia skutków ubocznych oznaczone zostały za pomocą indeksu [!].
1. Bardzo mocne dowody naukowe na efektywność
  - Arypiprazol[!] – dowody o dobrej jakości sugerują, że lek może być korzystny przy agresji, zachowaniach autoagresywnych i nagłych zmianach nastroju u niektórych dzieci i młodzieży. Terapia może wiązać się z wystąpieniem znaczących skutków ubocznych[502].
  - Rysperydon[!] – znaczna ilość dowodów o wysokiej i niskiej jakości na efektywność przy agresji, zachowaniach autoagresywnych i nagłych zmianach nastroju u niektórych dzieci i młodzieży. Terapia może wiązać się z wystąpieniem znaczących skutków ubocznych[503].
2. Mocne dowody na efektywność
  - Melatonina[y] – związek między problemami ze snem, a przetwarzaniem melatoniny u autystów jest niejasny. Istnieje niewielka liczba badań o różnej jakości, wskazujących, że melatonina może pomoc na problemy ze snem u dzieci i młodzieży, ale nie wiadomo czy przynosi inne korzyści[387].
  - Metylofenidat[!] – badania sugerują, że metylofenidat może być korzystny w leczeniu nadpobudliwości, impulsywności i nieuwagi u niektórych dzieci oraz młodzieży ze spektrum autyzmu. Istnieje ryzyko wystąpienia znaczących skutków ubocznych[z][367].
3. Ograniczone dowody na efektywność
  - Olanzapina[!] – bardzo ograniczone dowody (terapia krótkoterminowa) sugerują efektywność przy nadpobudliwości, agresji i zachowaniach autoagresywnych. Istnieje ryzyko wystąpienia wielu skutków ubocznych (zalecane stosowanie najniższej skutecznej dawki)[504].
4. Niewystarczająca ilość dowodów naukowych lub niejednoznaczne wyniki badań
  - Chelatacja[!] – brak wysokiej jakości dowodów, że metale ciężkie powodują autyzm i że chelatory wpływają na osiowe cechy autyzmu lub inne powiązane problemy[aa]. Istnieją dowody, że niektóre z nich są potencjalnie wyjątkowo niebezpieczne. Metoda niezalecana[416].
  - Dieta bez glutenu i kaizeny – nie wiadomo czy ewentualne problemy żołądkowo-jelitowe (lub zawyżony poziom peptydów) mają związek z objawami autyzmu. Badania nad efektywnością diety dają mieszane wyniki; może być potencjalnie szkodliwa[ab] i dlatego niezalecana[436].
  - Kwasy omega-3 – wyniki niewielu badań (o różnej jakości) dają niejednoznaczny obraz: niektóre wskazują na polepszenie komunikacji i interakcji społecznych oraz zmniejszenie nadpobudliwości, inne – nie wykazują żadnego efektu[446].
  - Oksytocyna – bardzo ograniczone dowody (terapia krótkoterminowa) sugerują efektywność przy nadpobudliwości, agresji i zachowaniach autoagresywnych. Istnieje ryzyko wystąpienia wielu skutków ubocznych (zalecane stosowanie najniższej skutecznej dawki)[504].
  - Preparaty multiwitaminowo-mineralne – niska jakość badań nie pozwala na ocenę, czy suplementacja w wypadku autystów daje jakieś dodatkowe efekty, w porównaniu do osób bez autyzmu[449].
  - Regulacja poziomu testosteronu[!][ac] – nie ma wysokiej jakości dowodów na efektywność. Terapia prowadzona na dzieciach i młodzieży może prowadzić do katastrofalnych i nieodwracalnych szkód w funkcjonowaniu seksualnym. Poza tym, terapia jest bardzo kosztowna[388].
  - Witamina B6 i magnez – nie jest jasne, czy większość autystów ma niedobory wit. B6 i czy są one związane z objawami autyzmu. Niska jakość badań nad wykorzystaniem suplementacji nie pozwala na wyciągnięcie wniosków na temat jej efektywności[447].
5. Ograniczone dowody wskazujące na brak efektywności
  - Immunoglobuliny[!] – być może jest związek między niedoborami odporności i autyzmem (choć niejasny). Nie ma dowodów o wysokiej jakości na efektywność terapii przy osiowych objawach autyzmu; są – na niekorzyść przy zaburzeniach jelitowych. Metoda potencjalnie szkodliwa, droga i niezalecana[389].
  - Dimetyloglicyna (DMG)[ad] – nieliczne dowody naukowe wskazują, że DMG nie wpływa pozytywnie na funkcjonowanie społeczne i językowe (czy jakiekolwiek inne) dzieci lub dorosłych z autyzmem[448].
6. Mocne dowody wskazujące na brak efektywności
  - Tlenowa terapia hiperbaryczna[ae] – są pewne dowody, że niektórzy autyści mogą mieć problemy fizjologiczne (choć nie wiadomo czy są związane z objawami autyzmu). Badania o wysokiej jakości nie potwierdzają korzystnego wpływu terapii[422].
7. Bardzo mocne dowody wskazujące na brak efektywności
  - Sekretyna[!] – teoria, która uzasadnia stosowanie sekretyny przy autyzmie jest słaba i niepotwierdzona. Istnieje znaczna ilość dowodów, wskazujących na brak korzyści z terapii; niektóre wykazały działania niepożądane (np. wzrost zachowań trudnych)[454].
8. Brak jakichkolwiek dowodów naukowych pozwalających na ocenę
  - Dieta Feingolda[n] – możliwe, że niektóre barwniki spożywcze i benzoesan sodu (konserwant) powiązane są z hiperaktywnością niektórych dzieci. Nie ma badań nad wpływem diety na autystów. W wypadku ADHD dieta raczej nie daje żadnych efektów. Zbyt restrykcyjna może być szkodliwa[439].
9. Brak możliwości oceny
  - Antydepresanty (ogółem)[!] – grupa leków mocno zróżnicowana. Brak wystarczająco dobrych dowodów, by uzasadnić stosowanie leków w terapii osiowych objawach autyzmu lub innych problemach współwystępujących. Ryzyko wystąpienia skutków ubocznych[356].
  - Diety żywieniowe (ogółem) – mogą być stosowane przy stwierdzonych problemach (np. jelitowych). Dowody nie uzasadniają używania specjalnych diet (np. diety specyficznych węglowodanów, bez konserwantów czy drożdży) na sam autyzm. Niektóre, jak dieta GAPS[af], są nienaukowe i mogą być szkodliwe[441].
  - Neuroleptyki (ogółem)[!] – grupa leków mocno zróżnicowana, ale istnieją mocne dowody, że niektóre atypowe neuroleptyki są pomocne przy niektórych problemach. Mało jest badań na różnych neuroleptykach. Leczenie wiąże się z ryzykiem wystąpienia skutków ubocznych[505].
  - Suplementy diety (ogółem) – istnieją pewne dowody, że niektórzy autyści mogą mieć deficyty żywieniowe i problemy metaboliczne (nie wiadomo czy częściej niż inni ludzie i czy są one powiązane z objawami autyzmu). Ewentualne braki mogą wynikać z ograniczonej diety niektórych osób z autyzmem[443].

### Porównanie NSP, NPDC i RA

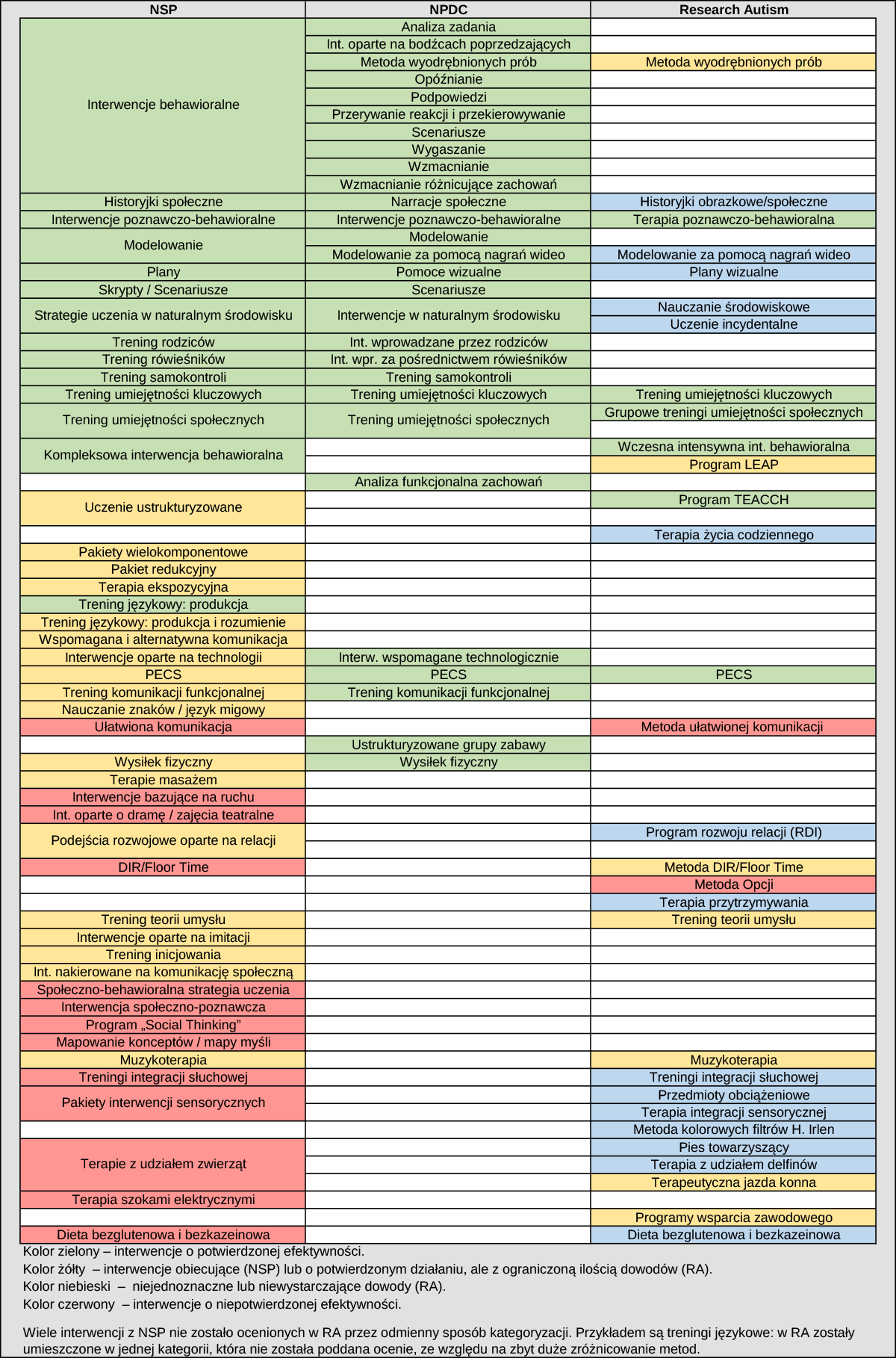
Porównanie raportów NSP, NPDC i RA.

Wyniki raportów National Standards Project (NSP) i National Professional Development Center (NPDC) są mocno zbieżne. Część różnic jest skutkiem odmiennego skategoryzowania podejść:
1. w NSP wiele różnych metod umieszczono we wspólnej kategorii interwencji behawioralnych, a w NPDC zostały one ocenione oddzielnie.
2. w NSP nie utworzono kategorii dla analizy funkcjonalnej zachowań oraz strukturyzowanych grup zabawy.
3. w NPDC nie utworzono oddzielnej kategorii dla treningu językowego oraz nie oceniano kompleksowych modeli.

Najważniejsze różnice dotyczą odmiennej oceny efektywności niektórych metod. W NSP jako obiecujące zostały wymienione:
- interwencje wspomagane technologicznie
- system PECS
- trening komunikacji funkcjonalnej
- wysiłek fizyczny

W NPDC, powyższe interwencje zostały zaliczone do efektywnych.
Niejednoznaczności, wynikające z odmiennego sposobu kategoryzacji, są obecne również w wypadku ocen Research Autism (RA). Sporo technik behawioralnych zostało umieszczonych w kategorii stosowanej analizy zachowania. Eksperci z RA nie zdecydowali się jednak na całościową ocenę SAZ, ze względu zbyt duże zróżnicowanie interwencji. Analogiczna sytuacja wystąpiła w wypadku treningów językowych, które w raporcie NSP zostały częściowo ocenione.
Raporty różnią się również przyjętymi kryteriami oceny efektywności. W NSP i NPDC, żeby interwencja została uznana za potwierdzoną, wystarczyła niewielka ilość badań SCD, choć o odpowiedniej jakości metodologicznej (np. przynajmniej z częściową obiektywizacją pomiaru). Najbardziej restrykcyjne kryteria przyjęto w RA, gdzie dowody w postaci wyników badań SCD lub grupowych z grupą kontrolną (ale nie przeprowadzonych przez niezależnych badaczy) mogły pozwolić, w najlepszym razie, na uzyskanie oceny „ograniczonych dowodów na efektywność”.
Pomiędzy ocenami Research Autism a raportami NSP i NPDC można zauważyć więcej rozbieżności, niż pomiędzy NSP a NPDC. Po prawej zamieszczone zostało porównanie ocen NSP, NPDC i RA.